# Associação de Bancos no Estado do Rio de Janeiro
A Associação de Bancos no Estado do Rio de Janeiro (ABERJ)é a mais antiga entidade representativa de bancos no Brasil, tendo sido concebida no interior da centenária Associação Comercial do Rio de Janeiro, em 8 de novembro de 1922, por iniciativa de um grupo de banqueiros, sendo os empresários Alberto Teixeira Boavista e Jayme Leão de Vasconcellos seus fundadores e primeiros Presidente e Tesoureiro, respectivamente.

## Criação
O ano de 1922 representou um período de contemplação e transformação das dinâmicas do Brasil. A Aberj, fruto da demanda por uma entidade representativa para os bancos, surge em novembro de 1922, num período em que o Rio de Janeiro ainda se configurava como o principal centro político e econômico do país. O Centenário da Independência do Brasil, trouxe a tônica de modernização e discussão acerca de novas estruturas que poderiam ser adicionadas às dinâmicas do país, tal como a avaliação de estruturas já existentes. Houve um grande esforço tanto acadêmico quanto político por uma nova leitura histórica acerca do que significou a Independência e de que modo a mesma se refletia nas relações (políticas, econômicas e sociais) que estavam a ocorrer no país. A partir de tais reflexões, passou-se a questionar se o sistema político vigente era mesmo o mais adequado para conduzir a República, havendo reivindicações e levantes militares pelo fim do regime de oligarquias, sendo este posto por terra apenas em 1930.
Quanto ao Sistema Bancário brasileiro, sobretudo o do Rio de Janeiro, capital político-administrativa da República, havia a efervescência de debates acerca da criação de uma unidade representativa para seu empresariado econômico. À medida que a demanda pela criação de um órgão associativo que contemplasse unicamente os bancos, crescia, o próprio setor bancário estava a viver uma fase de modernização. 
A Bolsa de Valores do Rio de Janeiro, uma das primeiras do país e a responsável pelas transações de maior relevância no período, se encontrava em grande movimentação durante o início da década de 1920. Apesar da recém-findada Primeira Guerra Mundial, o país estava a passar por um processo de incentivo à indústria e à exportação, sentindo a crise econômica apenas no final da década. Ainda, a partir de 1920, artifícios de política monetária foram criados para funcionar como reguladores e dinamizar as atividades das instituições financeiras, sendo capazes de proporcionar condições para que houvesse o suporte à grande demanda de crédito, indispensável ao processo de industrialização. Toma-se como exemplo a criação, em 1921, da Inspetoria Geral dos Bancos, que teve como função a fiscalização das atividades cambiais e a regulamentação de normas para o estabelecimento de bancos e casas bancárias.
A primeira proposta de criação de uma organização da classe dos banqueiros partiu de Alberto Teixeira Boavista, diretor do extinto Banco Francês e Italiano da América do Sul. Boavista já participava de reuniões e eventos da classe comercial como representante dos banqueiros, tendo discursado em vários desses eventos sobre a necessidade de criação do Club dos Banqueiros, e em todos foi aplaudido por essa explanação. O Club nunca chegou a ser feito, mas, em contraposição, surgiu a Associação Bancária do Rio de Janeiro, hoje conhecida como Aberj, sendo ela a primeira associação destinada aos bancos do país.

Alberto Teixeira Boavista, fundador da Associação Bancária do Rio de Janeiro, hoje conhecida como ABERJ

“Os amigos e admiradores do sr. Alberto Boavista, diretor do Banco Francês e Italiano, por motivo de sua viagem à França, no próximo dia 27 do corrente, ofereceram-lhe ontem, no Jockey Club, um lauto banquete, que decorreu na maior cordialidade. À mesa, em forma de ‘U’, sentaram-se cerca de sessenta pessoas. Após o agapo e ao champanhe, fez o brinde de honra, oferecendo o banquete e saudando o homenageado, o Sr. Dr. Jayme de Vasconcellos, que enalteceu o caráter reto e boníssimo do sr. Alberto Boavista. Respondeu o homenageado agradecendo e sugerindo a ideia da fundação, nesta Capital, do Club dos Banqueiros, ideia essa que recebeu os aplausos de todos os presentes.”

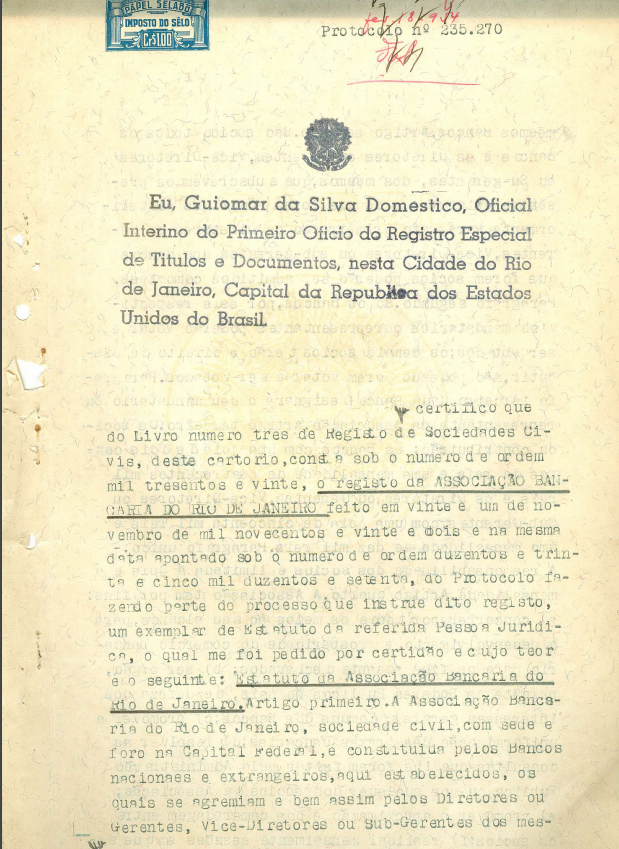
Primeira página do registro em cartório da Associação Bancária do Rio de Janeiro, tal como de seu Estatuto, realizado em 21 de novembro de 1922.

“E passando a outro assunto: - os senhores repararam naquela ideia do presidente do Banco Francês e Italiano, de fundar-se entre nós um Club dos Banqueiros? Que acharam dela? Digna de todo aplauso, pois não? Sim, o Sr. Alberto Boavista deve assinalar com uma pedra branca, na sua vida, aquele esplêndido banquete que os seus colegas desta praça lhe ofereceram no Jockey Club, em a noite de 20 de Fevereiro. Ter ideias é a coisa mais difícil deste mundo e tê-las boas não é para qualquer. Trate, portanto, o operoso banqueiro patricio de pegar firme na palavra de seus convivas, executando logo o que ali ficou estabelecido, se não quiser, verdadeiramente, que o grande público, desta vez, inveje os banqueiros, por não poder fazer o que eles fazem, e para o que nada lhes falta, e ao mesmo tempo os odeie, por verificar que eles, nem distribuem alegrias a todos, nem aproveitam o seu dinheiro para o próprio júbilo, para o próprio conforto e para a sua própria e cordial aproximação e convivência…”
Fundada em 8 de novembro de 1922 às 5 da tarde, no salão da histórica Associação Comercial do Rio de Janeiro, por Alberto Boavista e Jayme Leão de Vasconcellos - eleitos Presidente e Secretário, respectivamente -, a Associação Bancária  do Rio de Janeiro representou um marco para o Sistema Bancário do Brasil da Primeira República. Se configurando como a primeira entidade de classe dos bancos no país, e fruto de uma demanda prévia do empresariado financeiro, a Associação trouxe a possibilidade de se estabelecer um espaço de discussões e soluções mútuas quanto à economia brasileira.
"Conforme estava anunciado, ficou ontem definitivamente constituída a Associação Bancária do Rio de Janeiro. Às 5 horas da tarde, numa das salas da Associação Comercial, presente grande número de fundadores e indicada a mesa para direção dos trabalhos, foram aprovados os estatutos. Em seguida, procedeu a eleição da 1ª Diretoria, cujo mandato é de um ano. O resultado apurado, por grande maioria, foi o seguinte: Presidente, Alberto Teixeira Boavista (Diretor do Banco Francês e Italiano); Vice-Presidente, Frank Dodd (Gerente do British Bank); Secretário, Dr. Jayme de Vasconcellos (Diretor-Presidente do Banco do Rio de Janeiro); Tesoureiro, J. Urrutigaray (Gerente do Banco Pelotense). Proclamado o resultado da eleição, houve uma salva de palmas. A Diretoria foi imediatamente empossada, agradecendo a prova de confiança que recebera da assembleia."

## A Década de 1920: a Associação Bancária do Rio de Janeiro

### A situação econômica e as Reformas Bancárias da década de 1920
Os anos que sucederam a década de 1920 foram marcados por uma crise econômica latente, que viria a ser sentida de maneira mais efetiva a partir do ano de 1929, especialmente a partir da Quebra da Bolsa de Valores de Nova Iorque.
Em 1920, o Brasil passava por um crescimento das exportações cafeeiras, ocasionado principalmente pela demanda reprimida na I Guerra Mundial. Nesse sentido, os Estados Unidos se configuram como o país a importar o maior número de sacas de café do Brasil no mundo, principalmente por causa dos saldos da guerra, que haviam deixado os países europeus em regime de recessão, sendo o café considerado um item de luxo. Apesar do crescimento da demanda, a economia cafeeira se via em um momento de instabilidade, ocasionada pelas grandes safras. Ou seja, mesmo que o café ainda fosse o principal produto de exportação e impulsionador da economia brasileira, o excedente era ainda maior que a sua procura. Tal fenômeno gerou um déficit na balança comercial do café já nos primeiros anos da década de 1920.
Em janeiro de 1921 foi aprovado o regulamento de criação da Carteira de Redescontos do Banco do Brasil, sendo esta a principal tática de regulação econômica de uma Reforma Bancária, empreendida pelo Governo Federal, para que houvesse a contenção do déficit gerado. Como sugere seu nome, a Carteira de Redescontos era responsável por redescontar títulos de outros bancos, sendo essa uma das principais funções de um Banco Central. Ou seja, o Banco do Brasil se tornou o responsável por fornecer empréstimos a outros bancos que não conseguiam obter plena captação de capital, tendo em vista o contexto instável da economia.
Como resposta direta à criação da Carteira de Redescontos, viu-se, ainda em 1921, uma expansão do volume e meios de pagamento e a aceleração das emissões. 
Considerando o crescente estímulo à indústria no começo da década de 1920, em 1923, durante o governo de Artur Bernardes, uma nova Reforma Bancária foi estabelecida. Apesar de ter sua Carteira de Redescontos encerrada, o Banco do Brasil permaneceu desempenhando a função do redesconto e, além disso, obteve o monopólio da emissão de papel-moeda para o país, passando a desempenhar plenamente as principais funções de um Banco Central.
O contexto econômico dos primeiros anos da década de 1920 poderá ser esquematizado com os seguintes pontos:
- Possibilidade de incentivo à indústria dada a retomada dos níveis de exportação do café;
- Déficit comercial na economia cafeeira (safras maiores que a demanda);
- Atribuição de funções de um Banco Central ao Banco do Brasil como medida de estabilização econômica.

A situação dos bancos, fixados no Brasil nesse período, também era de imprevisibilidade, havendo uma série de dinâmicas, como fusões com outros bancos e a tentativa de expansão para outros territórios. No entanto, a partir da atribuição do redesconto, foi possível para o Sistema Bancário manter uma maior estabilidade, podendo fornecer serviços melhores e atingir uma maior representatividade:
"No período das indústrias, no qual nos achamos, observa-se a tendência dos bancos para a concentração. Ora aumentam o capital, ora fundem-se, ora absorvem outros menores, ora limitam-se a comprar a maioria das ações de outro banco que cai sob seu controle. este modo fazer economias com a organização do trabalho e as despesas da administração, tornar-se poderosos para vencerem as crises e para compensarem os riscos, expandir-se pelo interior e pelo exterior, com o estabelecimento de uma rede de filiais, ampliando o raio de ação, e evitar a concorrência, que, neste comércio, não deixa de apresentar perigos. Com a redução da taxa de desconto e outras vantagens, prestam incontestavelmente serviços à clientela e adquirem formidável influência em todo o processo da circulação monetária e capitalista [...].
Outro aspecto da concentração bancária se manifesta sob a forma da união, ou consórcio dos bancos. Os bancos associam-se para, reunindo as forças, promoverem o desenvolvimento e prosperidade do seu especial comércio, a defesa e tutela dos seus interesses gerais, já perante os poderes constituídos da Nação, já diante do fisco, a perfeição da técnica bancária, a organização de estatísticas relativas às suas operações, a sistematização dos usos etc. Nesse sentido foram constituídas em 8 de novembro de 1922 a Associação Bancária do Rio de Janeiro e em 1926 a Associação dos Bancos de São Paulo, compostas dos bancos nacionais e estrangeiros das respectivas praças. Essas duas associações, cujos serviços têm sido valiosos, além dos objetivos acima assinalados, propõem-se ainda a resolver as consultas que lhes dirijam a administração pública e qualquer dos associados e a manter uma seção de estudos sobre a melhora e reforma da legislação e organização bancária e, ainda, uma biblioteca sobre assuntos econômicos, financeiros, bancários e fiscais. Por meio dessas associações, procuram ainda os bancos fomentar a solidariedade entre si para a defesa dos seus interesses, sem que isso importe em assumirem a representação singular de qualquer dos associados.”
A importância da vida associativa nesse período se refletiu na necessidade de conceber uma entidade representativa para os bancos, sendo projetadas as expectativas de crescimento de transações, assim como a possibilidade de, através da união, haver uma maior força mediante às reivindicações por maiores mudanças. Nesse sentido foi criada a Associação Bancária do Rio de Janeiro, a primeira organização de representação dos interesses dos bancos no país.

### A atividade da Associação Bancária do Rio de Janeiro
O primeiro estatuto da Associação Bancária do Rio de Janeiro, de 19 de novembro de 1922, dispõe dos seguintes pontos a serem destacados: 
- “Art. 1º - A Associação Bancária do Rio de Janeiro, sociedade civil, com sede e foro na Capital Federal, é constituída pelos Bancos, nacionais e estrangeiros, aqui estabelecidos, que se agremiam para os fins adiante declarados, e bem assim pelos diretores dos mesmos Bancos.”
- “Art. 2º - São sócios todos os bancos e diretores dos mesmos que subscrevem os presentes estatutos e os que forem admitidos posteriormente.”
- “Art. 4º - A Associação tem por fim: - Concorrer, por todos os meios ao seu alcance, para o desenvolvimento e prosperidade do comércio bancário. - Ser órgão perante os Poderes Públicos do País, dos interesses gerais e comuns dos Bancos e Casas Bancárias. - Promover a uniformização das praxes bancárias. - Resolver as consultas que lhe forem feitas pela Administração Pública, ou por qualquer dos sócios da Associação. - Promover a aproximação e a boa camaradagem entre os sócios. - Realizar mensalmente sessões em que sejam discutidos e votados os assuntos que lhe forem submetidos. - Formar e manter uma biblioteca especial sobre assuntos econômicos, financeiros, bancários e fiscais.”[11]

As primeiras regras estatutárias da Associação apresentavam, de maneira clara, os interesses de atuação da instituição mediante às dinâmicas econômicas do país, sobretudo as que concernem às dimensões do funcionamento bancário. Tais fins seriam rapidamente atribuídos à atividade da organização, ao longo dos seus primeiros anos de existência.

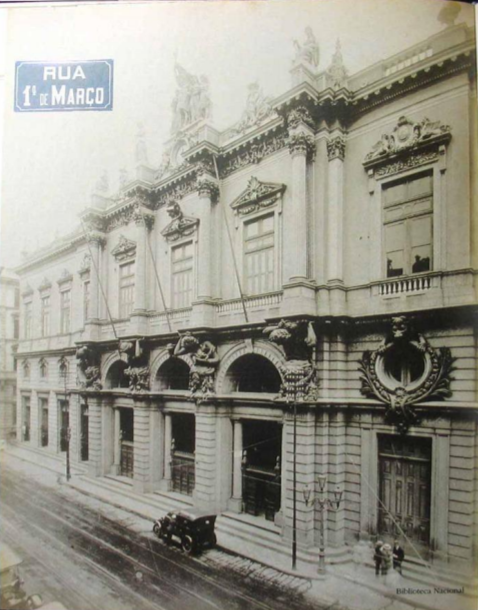
Primeiro endereço da Associação Bancária do Rio de Janeiro, na Rua Primeiro de Março, 66. Atualmente abriga o Centro Cultural Banco do Brasil. Até o ano de 1923 foi sede da Associação Comercial do Rio de Janeiro, onde a Associação Bancária foi criada.

A participação da vida social das elites de uma cidade, durante o século XIX e a primeira metade do século XX, era um hábito comumente atribuído ao sentido de validação de um indivíduo ou instituição. Marcando presença, desde os primeiros anos de sua fundação, nos eventos das elites cariocas, e relacionando-se com outras associações de classe do Rio, a Associação passava a adentrar espaços privilegiados, coletando informações acerca da situação econômica do país e difundindo seu propósito para com o empresariado da capital. Toma-se como exemplo a participação da Associação Bancária do Rio de Janeiro, no início de 1923, representada por Alberto Teixeira Boavista, nas discussões do Centro Industrial do Brasil, criado por diversas associações de classe para fiscalizar o projeto de lei referente à organização do trabalho nas indústrias.
Quanto ao contexto econômico do país durante a década de 1920, algumas características são observadas a partir das atividades e configurações da própria Associação. A consequência do início da atuação da Inspetoria Geral de Bancos pôde ser sentida através da condução de estabelecimentos bancários nacionais à categoria formal, entre 1922 e 1929. Tal mudança na composição bancária do país foi sentida através da contagem dos bancos, e casas bancárias, associados à Aberj ao longo dos anos que sucederam sua instalação. Em 1922, durante o processo de criação da Aberj, dos 57 bancos existentes no país, 24 filiaram-se à Associação. Seus primeiros bancos associados eram majoritariamente estrangeiros, 16 de um total de 24 bancos. Essa informação reflete as características da estrutura econômica do Brasil na década de 1920, considerando todo um histórico de escassez de incentivo aos bancos nacionais, não havendo tempo suficiente, ainda, para mudanças significativas. Tal período foi marcado pela experiência de incentivo à industrialização do país e de participação estrangeira nos investimentos, tendo em vista a crise da exportação cafeeira que foi esboçada a partir do fim da Primeira Guerra Mundial, em 1918.
A partir da Reforma Bancária do governo de Artur Bernardes, em 1923, o já centenário Banco do Brasil recebeu o monopólio da emissão de moeda, algo que o atribuiu um papel de centralidade nas relações referentes à economia do país.
Considerando a relevância do assunto para a sociedade como um todo, o presidente da Associação Bancária do Rio de Janeiro, Alberto Boavista, cedeu uma entrevista acerca do mesmo, publicada no Jornal do Commercio, em 18 de maio de 1923.
Durante a entrevista, Alberto Boavista defendeu a posição central do Banco do Brasil, crendo que a decisão pelo monopólio da emissão equiparia a economia brasileira de maneira mais completa. Ainda, critica a demora para que houvesse tal decisão que, segundo ele, era inevitável para a contenção da crise que estava a se formar e defesa da riqueza nacional. Para Boavista, a atribuição do Banco Emissor, sendo esse regulador da circulação e da ação dos bancos, poderia também tornar o Brasil um “mercado bancário independente”, subtraindo a necessidade dos bancos administrarem seu fluxo de caixa através do câmbio e crédito que possuem no exterior.

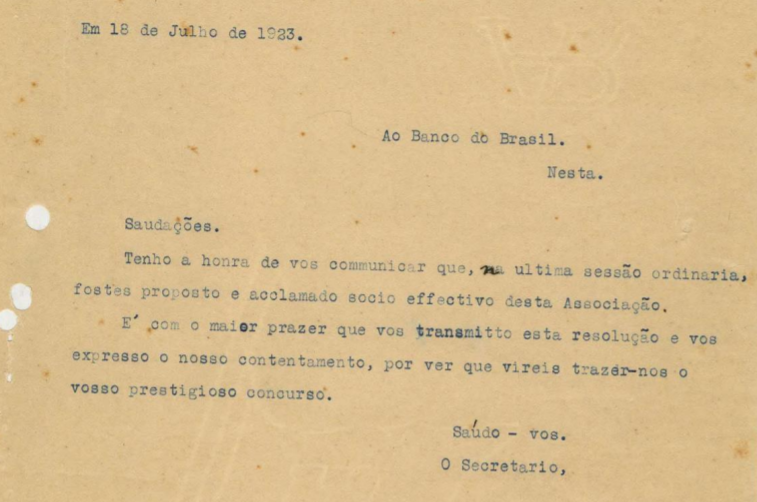
Efetivação do Banco do Brasil como membro do quadro de associados da Associação Bancária do Rio de Janeiro, 18 de julho de 1923.

Também em 1923, em julho, houve a filiação do próprio Banco do Brasil à Associação Bancária do Rio de Janeiro, sendo este o primeiro banco ligado diretamente ao governo federal à adentrar o quadro de associados. Tal filiação significou um marco para a fortificação da atividade da Associação mediante às discussões econômicas empreendidas. Ainda em 1923, visando a adequação ao contexto econômico do Rio de Janeiro, e aumentar a participação de instituições financeiras nacionais na Associação, em dezembro, ocorreu a primeira reformulação dos estatutos da entidade. A partir dessa modificação, Casas Bancárias, regulamentadas pela Inspetoria Geral de Bancos, e gerentes de bancos poderiam adentrar o quadro de associados da Associação Bancária do Rio de Janeiro, sendo este anteriormente restrito a bancos e presidentes dos mesmos. 
Tal atitude permitiu um crescimento exponencial das Casas associadas, tendo muitas se tornado Bancos, o que possibilitou uma maior ascensão das organizações bancárias nacionais. Toma-se como exemplo a Casa Bancária Boavista, fundada em 1924. Concebida pelo co-fundador e presidente da Associação Bancária do Rio de Janeiro, Alberto Teixeira Boavista, a Casa Bancária Boavista & Cia. Limitada brevemente adentrou o quadro de associados. Dada a força e notoriedade adquirida pela instituição, em poucos anos, mais precisamente em 1927, ampliaria-se no Banco Boavista, através de investimentos proporcionados pelo Grupo Guinle.
Ademais, a modificação dos estatutos permitiu a reeleição da diretoria da Associação, fazendo com que Alberto Boavista tivesse seu mandato estendido por 8 anos. Durante sua permanência sob a presidência da Associação Bancária, Boavista se comprometeu em discursar acerca de artifícios considerados benéficos à valorização do Sistema Bancário nacional – como a defesa do uso de cheques para pagamentos gerais, por exemplo -, em promover a boa relação da Associação com o Banco do Brasil e com outras associações de classe e em defender a posição de banqueiro como um elo entre a riqueza e o trabalho. Ainda, mas não menos importante, dirigiu esforços a favor da instrução da população para que a visão pejorativa associada aos bancos fosse desmistificada, e para que houvesse a consciência coletiva da necessidade dos bancos para um pleno desenvolvimento não só econômico, mas político e social do país - esforço esse que ainda está presentes em debates da atualidade que tangem o Mercado Financeiro.
De maneira geral, a Associação Bancária do Rio de Janeiro marcou presença junto às mais importantes discussões das autoridades monetárias do país. A partir de 1923, a Associação se tornou responsável pela padronização dos horários e feriados bancários de seus associados, tendo atuado de maneira destacada na reforma da lei cambial e apoiado, em mais de um momento, a ampla utilização dos cheques nas relações comerciais. 
Em 1925 foi realizada uma palestra do presidente da Associação Bancária do Rio de Janeiro, Alberto Boavista, no Rotary Club do Rio. O tema da explanação era a necessidade de se intensificar o uso do cheque como forma de pagamento geral, tendo Boavista dito que “o que estava ali fazendo, nada mais era do que a continuação da campanha que vinha sustentando desde 1922”, quando a Associação foi criada. Usou exemplos de países, como a Inglaterra e Estados Unidos, no qual a maior amplitude de utilização dos cheques havia proporcionado um aumento de capital sem haver a necessidade de emissão de novas notas e moedas. Para ele, o uso recorrente do cheque seria um dos meios de diminuir a crise econômica sentida no país. 
No decorrer dos anos, assim como dito anteriormente, reitera-se o aumento da participação de instituições bancárias nacionais, sendo tal afirmação ratificada também pelo aumento do número dessas instituições no quadro de associados da Associação Bancária do Rio de Janeiro. Ademais, afirma-se aqui o papel primordial da Associação na manutenção das organizações bancárias nacionais, funcionando como crítica das políticas públicas, tendo-lhes oferecido apoio, auxílio e instrução para um pleno desenvolvimento humano e de capitais.
Por fim, atribui-se também um importante papel de fiscalização, desempenhado pela Associação Bancária do Rio de Janeiro, ao longo da década de 1920. Esteve presente em discussões acerca da elaboração de táticas e da revisão de leis que fossem benéficas ao sistema bancário, fosse no âmbito do seu aperfeiçoamento ou na regulação da política monetária. 
Toma-se como exemplos: a permissão, pelo Ministro da Fazenda, da abertura de contas correntes em moeda estrangeira, em determinados casos, a pedido da Associação Bancária do Rio de Janeiro; a defesa da liberação do uso de cheques-cruzados em pagamentos em geral para além dos títulos da União, no intuito de facilitar as relações comerciais por meio da troca de cédulas pelo cheque; a investigação de fraudes associadas às declarações de falência e sua participação na reformulação da Lei de Falências; a fiscalização direta de irregularidades nos gastos públicos do Rio de Janeiro
O histórico de preocupação com causas sociais pela Associação está presente nas bases da sua criação. Alberto Boavista, desde antes de fundar a Associação Bancária do Rio de Janeiro, aproveitava de seu prestígio junto à alta sociedade carioca para promover atitudes filantrópicas e ser colaborador de instituições que prestigiam a causa social. Essa característica seria levada ao seio da Associação, havendo o aperfeiçoamento de políticas pedagógicas e programas de inclusão social ao longo das décadas de existência da Associação. Além disso, tomando como base as preocupações expostas por Boavista em seus discursos, também atribui-se o esforço da Associação, em sua primeira década, em manter boas relações com outras associações de classe ligadas ao comércio — como o fechamento dos bancos ao meio-dia, atendendo ao pedido da União dos Empregados do Comércio, em comemoração ao Dia do Empregado do Comércio, em outubro de 1923.

### Os Quatro Anos da Associação Bancária do Rio de Janeiro
Não apenas através de participações a Associação Bancária do Rio de Janeiro conseguiu adquirir um maior prestígio nas relações de cunho econômico e político do país. À medida que adquiriu um espaço mais amplo de reconhecimento, a Associação passou a proporcionar seus próprios eventos.
Essa afirmação pode ser exemplificada pela realização do evento em comemoração ao aniversário de quatro anos da Associação, em 1926, no Copacabana Palace. Tal evento contou com a participação das mais ilustres personalidades do sistema econômico e político do país, como o presidente do Banco do Brasil - banco associado desde julho de 1923 -, Antonio Mostardeiro Filho, e o Ministro da Fazenda no período, Getúlio Vargas. 
O banquete, realizado em 22 de dezembro, também contou com a presença de diretores e gerentes de bancos e Casas Bancárias e recebeu um discurso substancial do presidente da Associação, Alberto Teixeira Boavista:
“Comemorando o 4º ano de sua fundação, a Associação Bancária do Rio de Janeiro, experimenta a viva alegria de poder resumir a sua história, ainda de duração curta é certo, mas nem por isso menos significativa, num esforço permanente de solidariedade social.
Tendo como fundação peculiar e óbvia a união e defesa da classe dos banqueiros a nossa influência tem se dilatado, entretanto, a generosidade, o comércio, assim a patrões como a empregados, envolvendo a todos na mesma obra de concórdia. Não será difícil, mesmo aos que mais renitentemente hostilizam o banqueiro, divulgar certa formosura moral no seu Grêmio, quando a seu respeito se pode, ufanamente, proclamar um acerto desta ordem.
[...] Já decorreu a era em que se imaginava no banqueiro um indivíduo moldado em aço, sem sistema nervoso dos outros mortais, engradado num egoísmo férreo, idólatra do ouro e indiferente a tudo que se não traduzisse numa expressão de proveito pecuniário. Hoje, quem lida com o homem dos bancos logo se convence de que, na luta das sociedades modernas, ele representa precisamente o traço de união entre a riqueza e o trabalho, no seu papel de por assim dizer, entreposto do capital que lhe deixa a mão para circular e reproduzir-se repartindo-se entre as várias camadas sociais.
Instituições sinérgicas, relacionadas simultaneamente com todos os ramos da atividade humana, os bancos representam uma força propulsora da riqueza, o semeador do gérmen da fortuna, que só não floresce onde não há terreno adaptável, a saber, onde falha a capacidade de lutar.
Mas, a par disso, exige-nos a vida de relação uma série de outros serviços, que nos põem em contato com as classes mais afins, geralmente representadas por seus órgãos coletivos, Assim que a Associação Comercial do Rio de Janeiro, a Liga do Comércio, a Associação e Liga dos Empregados do Comércio têm tido oportunidades diversas de nos encontrar, aqui em defesa de pontos de vista em aparente colisão conosco, ali em colaboração, mas invariavelmente deixando como resultado final aquilo que vos falei em começo: a prova de nosso esforço harmonizador.
[...] Não nos surpreendeu por isto, Exmo. Sr. Ministro [Getúlio Vargas], a bondade de V. Ex. na gentil acolhida ao convite para este banquete comemorativo da fundação de nossa sociedade. Gratos a V. Ex. por esta delicada atenção, fazemos votos cordiais por que [no sentido de “para que”] a sua passagem pelo governo se assinale por uma fase de prosperidade, e por que se coroe de mais feliz êxito a política financeira a instaurar-se e à qual ficará o nome de V. Ex. perpetuamente vinculado.”

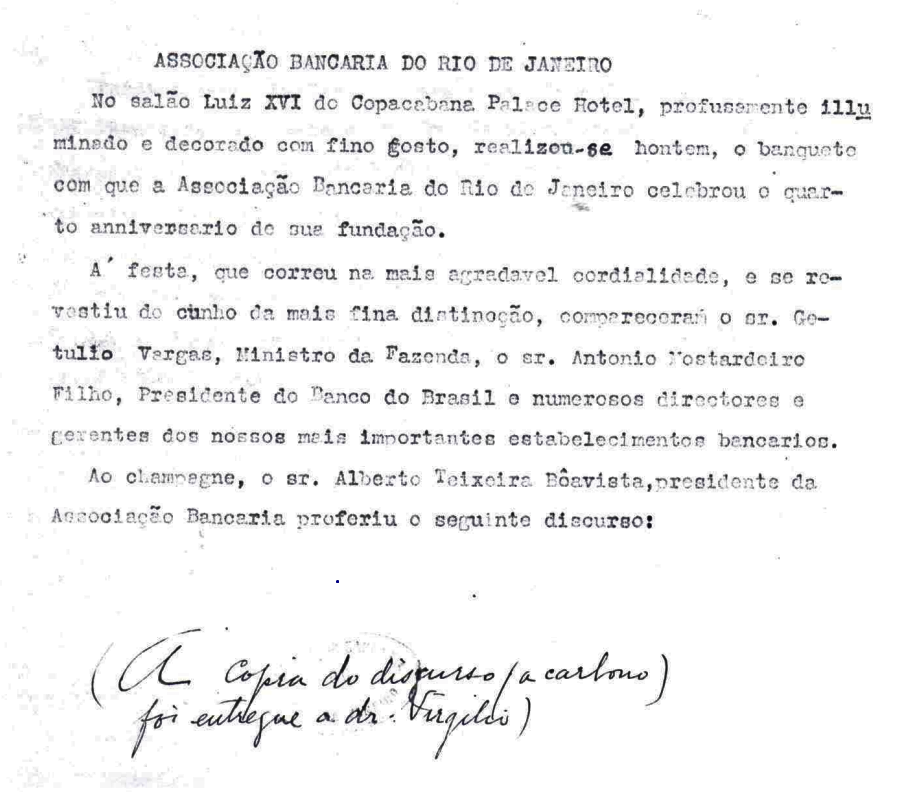
Relatório da festividade em comemoração aos quatro anos de existência da Associação Bancária do Rio de Janeiro.

As palavras de Alberto Boavista em seu discurso para o evento expõem uma necessidade de debater não apenas a relevância social da Associação, mas também de se cortar a visão pejorativa associada aos banqueiros e aos próprios bancos. Ao afirmar que a Associação desempenha, desde sua criação, um esforço contínuo de solidariedade social, aponta que, apesar de ser criada como uma iniciativa proveniente da classe de banqueiros, a Associação Bancária do Rio de Janeiro acaba por ser responsável também pelo estreitamento das relações entre o empresariado e os trabalhadores bancários.
Ainda, ao dizer que apesar de os banqueiros ainda serem vistos com certa ressalva, aponta que os mesmos são essenciais para o funcionamento das sociedades modernas, sendo esses o elo entre a riqueza e o trabalho, à medida que o capital depositado nos bancos poderá ser repartido entre diversas camadas sociais.
Por fim, dispõe um espaço de seu discurso para apontar sua valorização da interlocução com outras associações da classe comercial, no intuito de atingir interesses em comum, e saudou o então Ministro da Fazenda, Getúlio Vargas, pela presença na festividade, desejando-lhe êxito e prosperidade para seu Ministério.

## A Década de 1930
Durante a década de 1930, o mundo presenciava a ascensão cada vez maior dos regimes fascistas em solo europeu, que desencadearia posteriormente no início da II Guerra Mundial, enquanto o Brasil sofria um período intenso de instabilidade política havendo levantes militares e um golpe contra o Governo Washington Luis, dando fim à República das Oligarquias e passando o governo provisório para o presidenciável Getúlio Vargas, em 3 de novembro de 1930. Tomando o contexto como ponto de partida, observa-se a atividade da Associação.

### As dinâmicas no país e as dinâmicas nos bancos
No mês seguinte à concessão do governo provisório a Getúlio Vargas, a Associação Bancária também encontrava-se sob nova direção. A eleição para a nova diretoria da entidade ocorreu em dezembro de 1930, atribuindo a função de presidente para o belga Prosper Jean Paternot, diretor geral no Brasil do Banco Ítalo-Belga. Além do presidente, que havia assumido o cargo após a recusa de reeleição por Alberto Boavista, os demais cargos da diretoria foram ocupados por novos indivíduos. Tal eleição, não apenas foi relatada pela imprensa, como foi alvo de argumentações. No periódico Diário de Notícias, de 31 de dezembro de 1930, foi publicada uma coluna de opinião acerca do assunto
“Ficaram, deste modo, afastados diversos membros da diretoria antiga, entre os quais o sr. Alberto Boavista, presidente.
Vamos ver agora se, com homens novos à sua frente, a Associação Bancária caminhará, definitivamente, para a sua finalidade.
Fundada há vários anos, não se pode ainda hoje citar um só benefício por ela feito aos seus associados.
A sua ação sempre tem sido improdutiva e quase nula, de verdadeira figura decorativa. E isto se explica facilmente: o seu antigo presidente, preocupando-se demais com a sua pessoa, em aparecer, não dispunha de tempo suficiente para cuidar dos interesses reais da coletividade bancária…
Agora, porém, com a República Nova, a coisa mudou e já podemos até anunciar a fase de prestígio e de progresso em que brevemente entrará a Associação Bancária.”
Há o desgosto do autor da coluna pela antiga diretoria da Associação, acusando-a de ineficaz, sugerindo um ataque direto à figura de seu primeiro presidente. No entanto, mais do que o aspecto crítico, existe o apoio à nova diretoria como parte de uma tendência política associada à perspectiva de renovação e esperança associada ao novo governo provisório, o qual, supostamente emancipado das inclinações anteriores, estava carregado de otimismo e renovação. Sendo assim, influenciada pela nova gestão governativa, assim também seria a Associação.

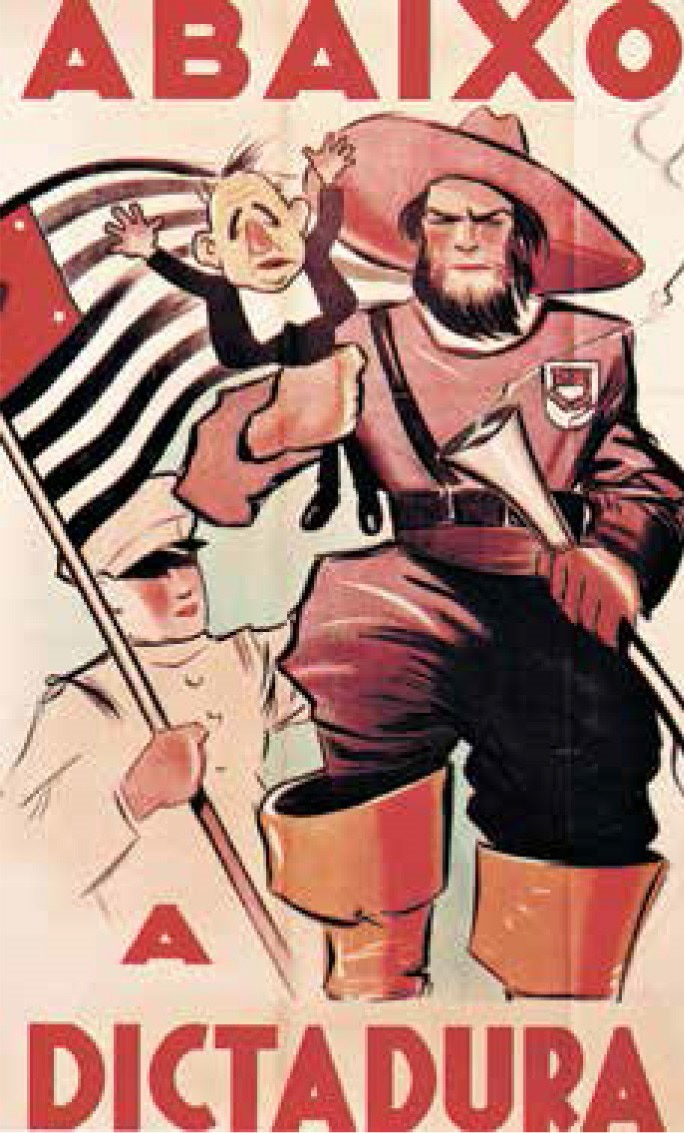
Cartaz do movimento contra a ditadura getulista.

O projeto político centralizador do governo provisório varguista recebeu a oposição de vários grupos pertencentes às elites regionais, que haviam perdido força e influência a partir de 1930 e desejavam a retomada do poder, sobretudo as oligarquias de São Paulo. Desse modo, foi majoritariamente em São Paulo que uma nova movimentação revolucionária ocorreu, a Revolução Constitucionalista de 1932. Tal evento ocasionou uma campanha efetiva de mobilização da sociedade paulista contrária ao governo provisório, sendo reivindicada a convocação de uma Constituinte imediatamente.

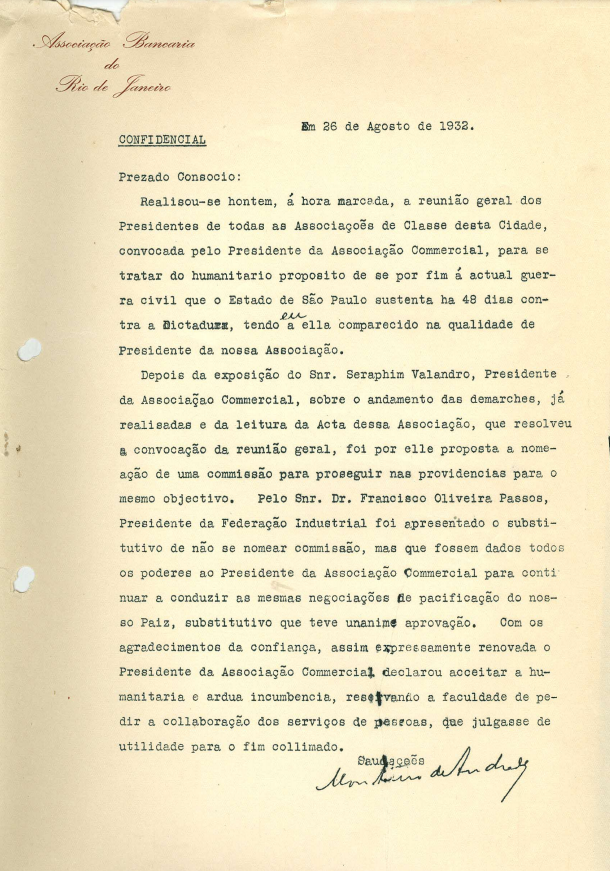
Carta confidencial escrita pelo presidente da Associação Bancária do Rio de Janeiro, José Joaquim Monteiro de Andrade, aos associados da entidade em 26 de agosto de 1932. O conteúdo da carta contém informações sobre o posicionamento da associação acerca do contexto da movimentação revolucionária em São Paulo

O clima no interior da Associação Bancária do Rio de Janeiro, quanto em outras associações da classe comercial, era de temor tanto acerca dos impactos da ditadura que acreditava-se que estava a se formar quanto da própria revolução em São Paulo. Em agosto de 1932 o então presidente da Associação, J.J. Monteiro de Andrade, redigiu uma carta confidencial aos seus associados, indicando tal preocupação e afirmando que fora realizada uma reunião geral dos Presidentes de todas as Associações de Classe do Rio de Janeiro, “para se tratar do humanitário propósito de se pôr fim à atual guerra civil que o Estado de São Paulo sustenta há 48 dias contra a Ditadura” tendo o mesmo comparecido na qualidade de Presidente da Associação. Constata-se a atuação da Associação em torno de uma preocupação social, indo além da perspectiva econômica neste caso.
Ainda, durante a década de 1930, observou-se tentativa recorrente, por parte da Associação, de esclarecimento de novos decretos que tangem a economia junto às instituições competentes, como foi o caso da reformulação do imposto sobre a renda e do decreto de concessão de moratória e câmbio de emergência, em agosto de 1931. Para a Associação era clara a instabilidade política e econômica do país com o governo provisório, havendo o temor dos riscos que o decreto de moratória e câmbio emergencial poderia trazer, para além dos benefícios. O câmbio no Brasil se encontrava em baixa, o que afetava diretamente o comércio de importação. Uma tática de estabilização da economia cambial foi decretar a moratória a partir da prorrogação de 60 dias de títulos de crédito vencidos.

O ritmo da atividade da Associação Bancária do Rio de Janeiro nesse período se reflete na fala de seu presidente, Monteiro de Andrade, ao apontar que, à medida que as organizações viam uma baixa em suas movimentações, a Associação estava a todo vapor, preocupada em elaborar táticas e estabelecer debates que auxiliassem a contornar a situação instável.
| “ | Assim, pois, se o movimento dos nossos estabelecimentos diminui no ano a expirar, principalmente depois que estalou a revolução paulista, que acarretou a moratória, o da nossa Associação, ao invés, em consequência em parte das mesmas causas, aumentou sensivelmente, não sem proveito quer para os associados, quer para os membros da classe não participantes do nosso grêmio. | ” |

Considerando todo o contexto turbulento dessa década que, por conseguinte, estimulava o temor do setor econômico, a Associação Bancária do Rio de Janeiro buscou estabelecer relações amistosas com a nova presidência da República e incentivar o desenvolvimento de legislações que fomentassem o sistema bancário, além de ter permanecido uma instituição preocupada em fiscalizar as atividades realizadas na capital e em apoiar empreendimentos que favorecessem a sociedade como um todo.
Apenas 26 dias após a concessão do governo provisório a Getúlio Vargas pela junta governativa, houve a criação do Ministério do Trabalho. Chamado de “Ministério da Revolução” por Lindolfo Collor, a quem o foi dado logo após sua confecção, tal aparato do Estado representou  a oportunidade de resolução do que seria a questão dos trabalhadores e sua relação com o patronato, fosse ligada à falta de padronização das jornadas de trabalho ou à relação dos salários mediante o cálculo do custo mínimo de vida.

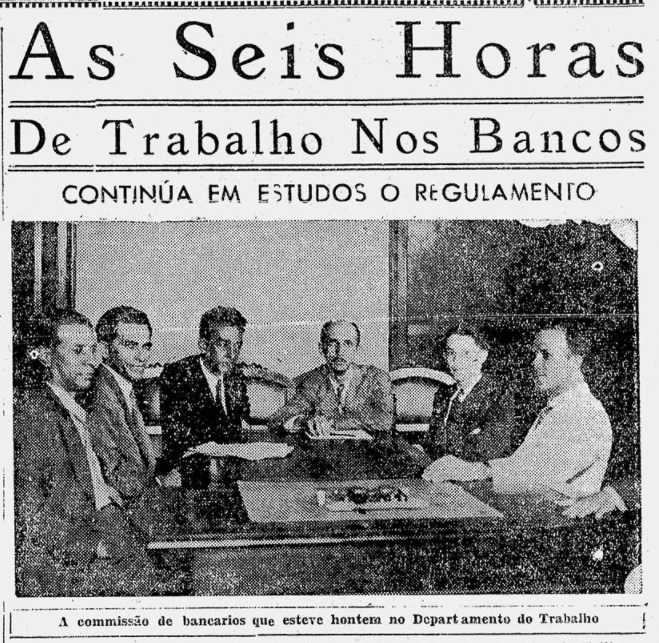
Publicação acerca da comissão de estudos sobre do regulamento de 6 horas de trabalho diário nos bancos.

A partir da criação do famigerado Ministério do Trabalho várias pautas foram levantadas também no seio dos bancos, sendo direcionadas a grupos de trabalho, responsáveis pela elaboração de propostas que fossem consideradas benéficas para ambos os lados da dinâmica laboral. Nesse contexto, em dezembro de 1932, tendo como intuito a dinamização do trabalho e proporcionar uma melhor jornada, a Associação Bancária do Rio de Janeiro, representada por  Francisco Paes Barreto Cardoso, sub-gerente do Bank of London Ltda., fez parte de uma comissão que estudou a regulamentação do horário de 6 horas de trabalho nos bancos. Ainda acerca do mesmo assunto, houve uma reunião extraordinária da Associação, no dia 13 de dezembro, sobre a sua atuação na elaboração do anteprojeto de regulamento para uma nova jornada de trabalho nos bancos. A partir disso, a Associação entrou com um recurso junto ao Ministério do Trabalho, sendo, por fim, realizado o decreto oficial de 6 horas diárias de trabalho nos bancos, contabilizando 36 horas semanais, salvo em situações emergenciais.
Reiterando a perspectiva relativa à participação da Associação Bancária na vida política do Rio de Janeiro, alguns outros pontos são destacados.

Em 1935 houve a histórica eleição do médico Pedro Ernesto como prefeito do Rio de Janeiro. Tal evento foi considerado um marco por representar a posse do primeiro prefeito eleito no Distrito Federal da história do país – anteriormente os prefeitos do Distrito Federal eram empossados por meio de indicação do presidente da República. Sendo a Associação Bancária do Rio de Janeiro um órgão de grande relevância no meio econômico e político do país, houve a demonstração de apoio à eleição de Pedro Ernesto. Portanto, é decretado o fechamento dos bancos no segundo expediente para que a posse do novo prefeito pudesse ser acompanhada.
“A Associação Bancária do Rio de Janeiro, associando-se às homenagens prestadas pela posse do primeiro prefeito eleito, consagrando-se, desse modo, a autonomia do Distrito Federal, deliberou que os Bancos associados não reabrissem, no segundo expediente, para que os funcionários tomassem parte no ato da posse do Dr. Pedro Ernesto."
Além da manifestação de apoio à eleição de Pedro Ernesto, a Associação Bancária também buscou estabelecer vínculos mais próximos com o chefe do governo provisório, Getúlio Vargas, indivíduo o qual já tinha uma relação prévia com a instituição, sobretudo durante o desempenho do cargo de Ministro da Fazenda. Observou-se pela imprensa a visita da diretoria da Associação – presidida por José Mendes de Oliveira Castro no período – ao gabinete do presidente para o esclarecimento de assuntos relativos às relações econômicas do país.

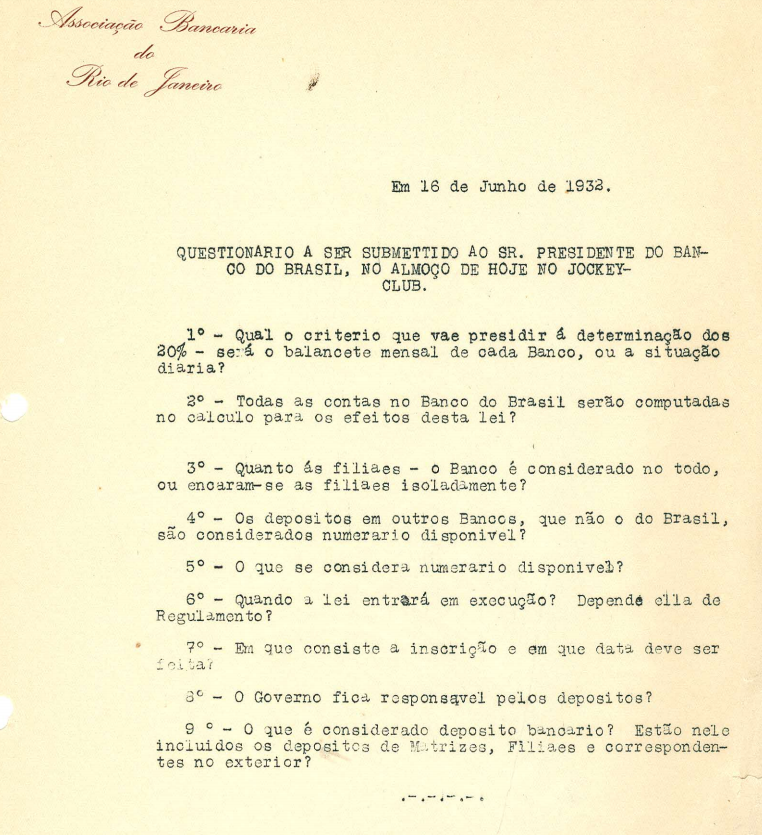
Questionário submetido ao presidente do Banco do Brasil, Arthur de Souza Costa, durante o almoço realizado no restaurante do Jockey Club do Rio de Janeiro

Ainda, cabe destacar como aditivo à postura da Associação, a realização de almoços semanais, proporcionados pela mesma, que tinham como convidadas diversas autoridades do sistema financeiro nacional. Não eram simples almoços, todos possuíam um roteiro prévio de perguntas referentes à perspectiva econômica do país, numa espécie de entrevista, que deveriam ser respondidas pelo indivíduo convidado 
“Ao almoço semanal da Associação Bancária do Rio de Janeiro, ontem realizado no Jockey Club, com a presença de grandes figuras do nosso meio financeiro, compareceu o sr. Souza Costa, presidente do Banco do Brasil que, servindo-se da oportunidade, faz declarações interessantes para os estabelecimentos bancários nacionais e estrangeiros. O assunto foi a Caixa de Mobilização Bancária, criada há pouco tempo, por um decreto do Governo Provisório.”
Por fim, durante a década de 1930, a Associação Bancária do Rio de Janeiro marcou presença no I Congresso Nacional Contra o Analfabetismo, proporcionado pela Cruzada Nacional de Educação, realizado nos dias 14 a 21 de dezembro de 1935. O primeiro presidente da Aberj, Alberto Teixeira Boavista, era membro da diretoria da entidade nesse período, tendo estimulado a participação da Associação em atividades de instrução e apoio cívico ao longo de sua permanência na presidência, tendo essa participação permanecido mesmo após deixar seu cargo.

### Contexto Econômico
A década de 1930 significou um momento não apenas de turbulência política para o país, suas estruturas econômicas estavam vivenciando situações de instabilidade, afetadas diretamente pelo contexto mundial e pelas legislações nacionais — consideradas desatualizadas e sujeitas a múltiplas interpretações. Nesse sentido, se fazia necessária a elaboração de novas medidas de salvaguarda e impulsionamento econômico para o Brasil, tendo a Associação Bancária do Rio de Janeiro participado de discussões e da formulação das principais medidas adotadas no período.

#### A Crise Cafeeira
O primeiro ponto a ser destacado é a questão cafeeira. Desde o início da década de 1920 já se havia uma incerteza quanto aos destinos da economia do café, no entanto, a partir da crise econômica de 1929, que assolou o mundo, o café desocupou o posto de item necessário. Os estoques passaram a ficar repletos de sacas de café acumulado, e nem a diminuição drástica de preços conseguiu reduzir a crise que havia se instaurado.

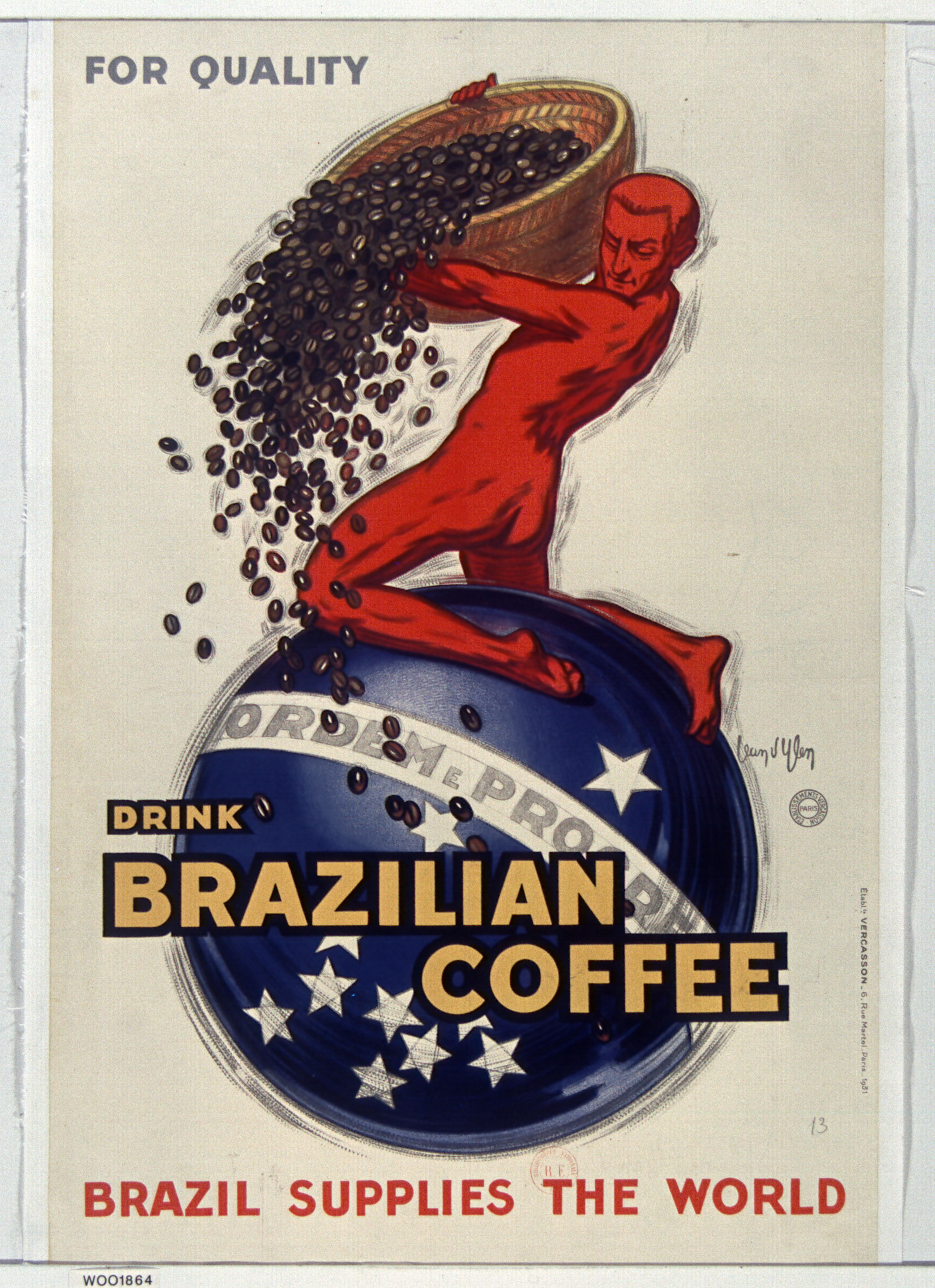
Propaganda parisiense (1931), do artista francês Jean d'Ylen. O cartaz é acompanhado de texto que diz: "Pela qualidade, beba o café brasileiro – o Brasil abastece o mundo".

Como mencionado acima, a crise cafeeira já evidenciava seus traços desde 1920, sobretudo a  partir do grande aumento da safra de café, que chegava à beira dos números de consumo mundial, havendo, no ano de 1920, 21 milhões de sacas para um consumo mundial de 22 milhões. Tendo em vista o contínuo excedente, os preços foram decaindo e o volume por exportação foi reduzido.
Ainda em 1920, surgiu o déficit da balança comercial, seguido de uma nova crise no mercado cambial, havendo a desvalorização da taxa de câmbio em 100% até 1922.
No entanto, o clima durante a década foi marcado por altos e baixos, sobretudo se for considerada a tentativa de valorização da economia brasileira por meio da reforma monetária empreendida pelo governo Arthur Bernardes, a partir de 1923. Através de uma rígida política econômica visando reduzir o déficit orçamentário, como a concessão do monopólio da emissão ao Banco do Brasil e outras providências, observou-se a atividade no sentido de fornecer subsídios aos gastos estatais.

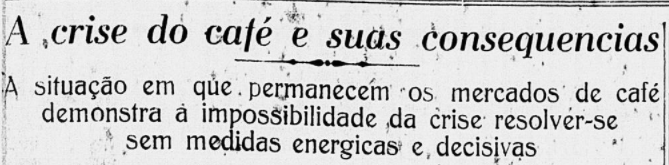
Manchete publicada pelo periódico O Jornal acerca da reunião, realizada pela Associação Bancária com a presença dos diretores e do presidente do Centro de Comércio do Café do Brasil, para serem designadas pelo Banco do Brasil táticas de manutenção da estabilidade do comércio café. Havia a possibilidade de oferecimento de títulos de garantia (warrants) o pagamento de uma taxa por saca de café.

Nesse contexto houve também uma forte política de defesa do café, possibilitando o reerguimento da economia de exportação. A partir de 1924, até meados de 1929, o preço de exportação do café havia atingido os mais altos níveis. Apesar disso, essa mesma política estimulou o plantio cafeeiro na casa dos milhões de pés, algo que, a longo prazo, foi um dos pontos responsáveis pelo despontar da crise.
A perspectiva de uma safra recorde para 1929/1930 ocasiona uma nova queda nos preços das sacas, no entanto, dessa vez o déficit não consegue ser recuperado. Antes mesmo de ocorrer a quebra da Bolsa de Wall Street, em 1929 o Brasil já presenciava uma série de declarações de falências e concordatas, sendo declaradas 72 falências e concordatas apenas no mês de setembro.
Os Estados Unidos eram os maiores importadores de café do Brasil. Tendo em vista a crise econômica, o número de importações decaiu. Não havia uma demanda por café na Europa que competisse com os Estados Unidos, pois, apesar de ser muito consumido em solo europeu, não era um item de primeira necessidade, dado o ambiente ainda de reestruturação econômica, ocasionado pela guerra.
Em adição à situação instável enfrentada, na qual a crise internacional contribuiu para o decréscimo da economia do café, se tornou cada vez mais difícil para o governo brasileiro elaborar táticas de superação, sobretudo devido ao desvio de recursos para o pagamento da dívida externa brasileira e a adoção de medidas para promover a estabilidade cambial e a circulação monetária.
Antes mesmo de ser decretada alguma decisão quanto ao café pelo governo provisório, a então Associação Bancária do Rio de Janeiro, em novembro de 1929, convocou uma reunião, juntamente ao Banco do Brasil e à diretoria do Centro do Comércio do Café, para que fossem discutidas táticas que garantissem a estabilidade do comércio cafeeiro. 
Depois desta reunião, apenas em maio de 1931 o governo federal tomaria medidas drásticas quanto a crise e emitiria a ordem da queima do excedente de café para que os preços internacionais não fossem drasticamente reduzidos, sendo incineradas milhões de sacas de café. A partir disso, pode-se constatar que a Associação teve a preocupação em agir rapidamente, junto às entidades competentes, no que diz respeito à iminência de uma crise econômica em larga escala para o país.

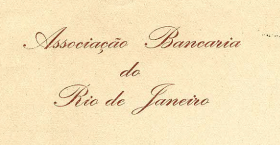
Cabeçalho de cartas e ofícios de 1932. Este cabeçalho permaneceria o mesmo até a mudança da nomenclatura da Associação.

#### O Câmbio e a Moratória
Em 1931, a Associação Bancária do Rio de Janeiro esteve presente em um dos assuntos tidos como de maior relevância para o contexto econômico do país no período: a questão do câmbio e moratória. Considerando o histórico de instabilidade econômica desde a década de 1920, havendo a tentativa, por parte da União, da adoção de medidas para promover a estabilidade cambial, a elaboração de um novo decreto era algo bastante debatido.
Ao longo da trajetória da Associação Bancária, nota-se uma tentativa recorrente de debates e esclarecimento de novos decretos que tangem à economia junto às instituições competentes. O câmbio no Brasil se encontrava em baixa, o que afetava diretamente o comércio de importação. Durante o final da década de 1920 e início da década de 1930, discutia-se a necessidade de estabelecer uma instituição única para as relações cambiais do país – no caso, o Banco do Brasil – considerando a instabilidade econômica enfrentada pelo Brasil durante o governo provisório de Getúlio Vargas. Em setembro de 1931, foi emitido o decreto relativo à concessão de moratória e câmbio de emergência pelo chefe do governo provisório. A partir desse decreto, ficou estabelecida a autoridade cambial ao Banco do Brasil, havendo restrições à liberdade do mercado de câmbio, tida como imprópria às circunstâncias do período.
Além disso, o decreto atribuiu funções às Associações Bancárias, tanto do Rio de Janeiro quanto de São Paulo. Ambas, por meio de representações, foram incumbidas a determinar as datas da distribuição das letras de câmbio, assim como as quotas a se distribuir.
Ainda, considerando o contexto de adoção de políticas de estabilização cambial, uma das táticas adotadas foi decretar a moratória a partir da prorrogação de 60 dias dos títulos de crédito vencidos. Todavia, o clima no interior da Associação Bancária do Rio de Janeiro era de temor quanto aos riscos que o decreto de moratória e câmbio emergencial poderia trazer, para além dos benefícios.

A Associação teve seu posicionamento exposto através da publicação do Correio da Manhã, do dia 22 de outubro de 1931, a qual discorre acerca do novo ordenamento da moratória
| “ | O comércio importador é, a um tempo, o beneficiário e a vítima dessa medida. É o beneficiário, porque lhe dá o poder público a faculdade de não pagar; é a vítima, porque em não pagar está exatamente a sua ruína. | ” |

Ou seja, a Associação temia que, ao mesmo tempo em que a moratória poderia auxiliar o pagamento por parte do devedor, esse importador também poderia sofrer junto ao vendedor estrangeiro por não saldar a dívida em dia. Mais que isso, a declaração tardia de moratória eximia o poder público do dever de pagar o saldo devedor à parte prejudicada, sendo o não pagamento um grande fator de desestabilização do comércio importador.

Ao final do de 1931, o relatório anual da Associação Bancária do Rio de Janeiro colocou a análise da questão cambial como o assunto mais importante trazido ao seu interior naquele ano.
| “ | De todas as matérias que foram objeto de nossa atenção, a mais relevante foi a questão cambial. Assunto de magna importância, tanto para o Governo brasileiro como para os Bancos, pudemos testemunhar à administração pública, nestes 14 meses da nova situação, o empenho dos estabelecimentos bancários em realizar o possível equilíbrio entre as solicitações dos dois interesses, na delicada conjuntura do momento que atravessamos. | ” |

Assinado pelo presidente Prosper Jean Paternot, o relatório expôs as atividades da Associação que, em conjunto à outras entidades de classe, como a “digna congênere paulista”, a Associação dos Bancos de São Paulo, levou às autoridades públicas – a Prefeitura Municipal e o Ministério da Fazenda – ofícios acerca das melhores medidas a serem ajustadas ao contexto conturbado da economia brasileira. Além disso, apresentou a delegação de representantes para o estudo de legislações que tangiam o Sistema Econômico.

Por fim, o relatório se encerra com a declaração de que a Associação mantém em seus objetivos a constante interlocução com o Governo Provisório de Getúlio Vargas para o estudo e reformulação de leis e decretos. Ainda, o relatório adianta a atividade da Associação para o ano seguinte, relativa à questão da Lei do Cheque e da reformulação do Regulamento do Selo
| “ | Em todas essas ocasiões, a Associação Bancária manteve-se firmemente em atitude de defesa à classe dos bancos, embora, conservadora por excelência como é, procurasse igualmente achar-se em perfeita harmonia com o poder público. Não nos despreocupamos também da atividade legislativa que tem sido desenvolvida pelo Governo Provisório, o qual, como sabeis, instituiu comissões de juristas para estudarem e reformarem a legislação vigente. Sobre a lei de cheque enviamos sugestões ao Presidente da respectiva sub-comissão, Dr. Paulo de Larcerda; sobre o Regulamento do Selo remetemos ao Dr. Barbosa de Rezenda o trabalho resultante do estudo feito em conjunto pelas duas comissões, a da Recebedoria e a da Associação. | ” |

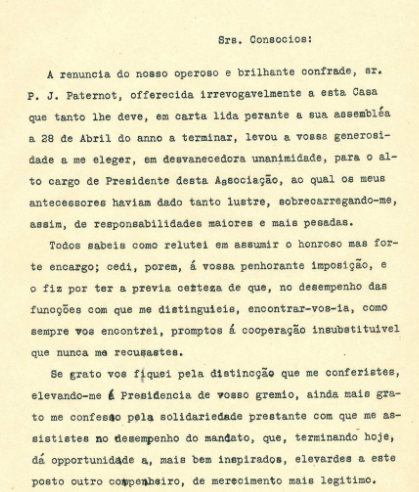
Trecho do relatório anual da Associação Bancária do Rio de Janeiro, de 1932. O trecho, escrito por José Joaquim Monteiro de Andrade, relata a renúncia de Prosper Jean Paternot da Associação e designação do próprio Monteiro de Andrade ao cargo de presidente.

Em 1936, a Associação Bancária do Rio de Janeiro participou de mais um capítulo das discussões referentes às dinâmicas cambiais do país ao promover a restrição das atividades dos corretores oficiais nas operações cambiais de seus associados, causando protestos em relação a isso. Os corretores, por exemplo, não poderiam fechar contratos de câmbio ou prorrogá-los, só poderiam interferir após a emissão da letra cambial
“Na grave conjuntura econômica que o Brasil atravessa, impunha-se justamente a adoção de medidas que ampliassem a atuação dos corretores oficiais, represando assim negociatas, especulações e perda de substância. [...] Sem a interferência do corretor, com o registro das operações de câmbio a que são obrigados, vultosos negócios seriam feitos clandestinamente A fiscalização tornar-se-ia muito mais difícil e deficiente. O câmbio ficaria ainda mais sujeito aos azares da especulação.”

### A Lei do Selo e o Imposto de Renda
Em 1932, mesmo após a renúncia de Prosper Paternot, as atividades da Associação Bancária deram prosseguimento ao planejamento estabelecido.
Um dos assuntos mais recorrentes na Associação era acerca do imposto do selo e a necessidade de uma reformulação em suas disposições legais. O selo, utilizado  no Brasil desde o período imperial, consistia numa estampilha obrigatória a uma série de modalidades de documentos, dispostos em uma tabela – como títulos de crédito, por exemplo –, responsável pela categorização do valor do próprio documento.

Apesar de parecer simples, a Lei do Selo gerava interpretações dúbias acerca de quais documentos precisariam ou não pagar o imposto. Por exemplo, era obrigatório pagar o imposto do selo em documentos de crédito, no entanto, havia dúvidas quanto ao cheque se entrar ou não nessa categoria. Desse modo, era comum ocorrerem erros cometidos por indivíduos da classe comercial quanto ao pagamento desse imposto, algo que os submetia a penalidades. Sendo assim, tendo em vista a falta de clareza da legislação existente, a Associação Bancária do Rio de Janeiro direcionou esforços para promover sua reformulação desde o início de seu funcionamento.
Quanto ao imposto do selo, bem sabeis que a Associação Bancária, desde sua fundação, se vem batendo pela substituição da lei e regulamento em vigor por outros cujos dizeres não constituam, como os atuais, o tormento constante do contribuinte. A falta de clareza nesses textos, uma perene incerteza traz os espíritos perplexos, aumentando esse estado de vacilação a variedade da própria interpretação oficial, que de quando em vez, origina surpresas desagradáveis.
Em 1932, foi oferecida à Associação a possibilidade de intervir na reformulação da Lei do Selo, sendo representada por Francisco Paes Barreto Cardoso a partir da convocação de uma comissão para resolver temas relativos aos interesses bancários pelo próprio Ministério da Fazenda. Além disso, foi  discutida pela própria Associação, a possibilidade de se estabelecer um selo fixo de $100 (cem réis) para os cheques, não havendo a cobrança de taxas extras, que fariam o imposto sobre o cheques chegar à casa dos $300 (trezentos réis).
```

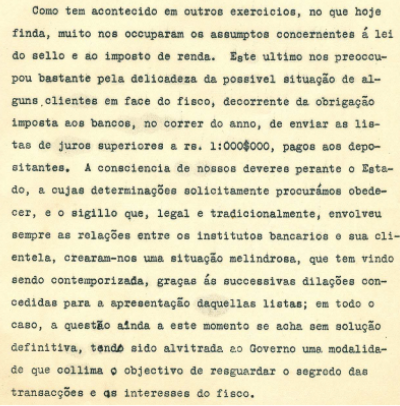
Trecho do Relatório anual da Associação Bancária do Rio de Janeiro, o qual menciona a questão do Imposto de Renda, 1932.

 "Se a lei futura não se afastar do trabalho da Comissão, é de esperar que cessem, ou, ao menos, muito diminuam os vexames inflingidos ao comércio honesto, não raras vezes confundido e igualado aos infratores intencionais da legislação fiscal, por não lhe ser possível entender o que se contém em textos falhos de sistema, contraditórios nos preceitos e obscuros na redação."
[
32
]
```

Outro assunto debatido pela Associação durante a década de 1930 foi o referente ao Imposto de Renda. O Decreto nº 21.554 de 20 de junho de 1932 promoveu várias alterações na legislação desse imposto, dentre elas a que obriga as instituições bancárias a ceder, até o dia 30 de junho do mesmo ano, informações de .todos os juros pagos ou creditados a particulares acima de 1:000$000 com as indicações do endereço das pessoas a que pertencessem. Nesse sentido, a Associação evidenciou suas ressalvas quanto à demanda do Governo, assumindo uma postura de apreço pelo sigilo das transações bancárias, e afirmando haver em pauta uma alternativa para que a discrição dessas transações fosse preservada.

## As Décadas de 1940 e 1950
A trajetória da Associação durante a década de 1940 é vista através de dois eixos contextuais: a Segunda Guerra Mundial e a política do Estado Novo varguista e, por conseguinte, os desdobramentos de ambas. Nesse contexto, a Associação Bancária do Rio de Janeiro assumiu um posicionamento de apoio às políticas governamentais que favorecessem a economia do país, assim como assumiu táticas de estreitamento de relações com os países do grupo de aliados, sobretudo os Estados Unidos.

### A Associação Bancária e a Segunda Guerra Mundial
O mundo vivia um contexto político, econômico e social no qual havia grande apreensão acerca da força que os regimes fascistas assumiriam. Nesse período, era de grande importância para os países centrais da guerra determinar quem eram seus aliados e quem eram inimigos. Tendo em vista tal perspectiva, o clima de guerra facilitou a realização de políticas de aproximação, como foi o caso do Brasil de Vargas, que assumia um posicionamento cada vez mais próximo dos Estados Unidos. Nesse contexto, a Aberj assumiu um posicionamento de apoio às políticas governamentais que favorecessem a economia do país, articulando táticas de estreitamento de relações com os países do grupo de aliados, sobretudo os Estados Unidos.

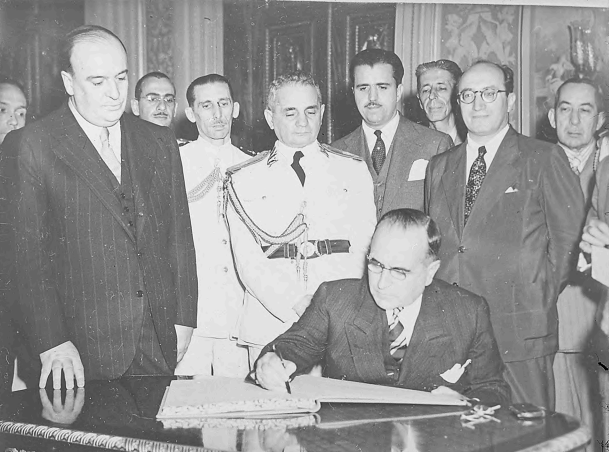
Solenidade da compra do primeiro Bônus de Guerra vendido no Brasil, efetuada pelo presidente da República, Getúlio Vargas.

Ainda sob o contexto, em 22 de agosto de 1942, Getúlio Vargas declara guerra contra o Eixo Alemanha-Itália-Japão. Tal declaração significou o fim da neutralidade e a entrada do Brasil na Segunda Guerra Mundial.

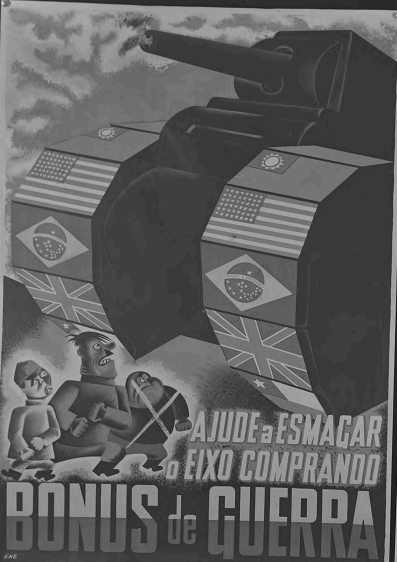
Cartaz proveniente de uma série de cartazes motivacionais à compra dos Bônus de Guerra, feitos à pedido do Governo da República, 1943.

Tendo tais perspectivas como delimitantes, a Associação Bancária do Rio de Janeiro forneceu apoio ao bônus de guerra como medida eficaz contra a inflação em tempos de conflito. Comumente utilizado pelos Estados Unidos, os bônus ou obrigações de guerra consistiam na venda de títulos públicos à população, possuindo 6% de rendimento anual e que tinham seu resgate condicionado ao fim da guerra. Estes poderiam ser dispostos de maneira voluntária ou compulsória (tributação), com a finalidade de financiar forças militares, movimentar a economia e evitar a inflação em tempos de conflito armado.
Para o presidente em exercício da Associação, Gudesteu Pires, a adesão de tais bônus seria completamente apoiada pelo sistema bancário, sendo um demonstrativo de cooperação com  Governo, configurando-as não somente como uma operação financeira de grande envergadura – que poderia ser útil aos bancos – mas um ato de patriotismo, por ser um serviço de guerra, que beneficiaria não somente a defesa nacional, mas também, demonstraria solidariedade para com as Nações Aliadas (Reino Unido, França, União Soviética e Estados Unidos). Para ele, os títulos dos bônus de guerra representavam uma oportunidade da realização de aplicações vantajosas, dada a baixa taxa de juros – de apenas 6%. Além disso, afirma que a rede bancária do país iria desempenhar uma importante função na venda desses títulos, fosse através da aquisição como aplicação e reserva, ou pelo recebimento, de maneira consignada, para a venda ao público.
| “ | O sentimento, nos meios bancários, é o de franca e leal cooperação com o Governo, não somente numa operação financeira de grande envergadura, mas, especialmente, em um ato eminentemente patriótico, por ser um serviço de guerra, que entende não somente com a defesa nacional, mas também, em demonstrações positivas de solidariedade com as Nações Unidas. | ” |

| “ | A Associação Bancária do Rio de Janeiro, em memorável sessão realizada anteontem, assegurou o apoio, dos estabelecimentos associados, ao grande movimento ora iniciado. [...] Ainda bem que o público em geral está compreendendo que as finanças de guerra reclamam solução de grande porte e não se podem enquadrar na técnica orçamentária dos tempos comuns [com relação à compra voluntária dos bônus de guerra pela população]. | ” |

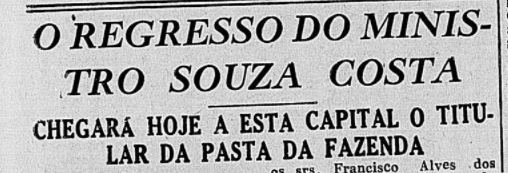
Título da publicação acerca da recepção realizada pela Associação Bancária do Rio de Janeiro ao Ministro da Fazenda, Sousa Costa, e Francisco Alves dos Santos Filho, que haviam retornado de uma viagem aos Estados Unidos, tendo comparecido a Bretton Woods.

Ainda, tendo como perspectiva os tempos de guerra, a Associação Bancária do Rio de Janeiro foi representada por Francisco Alves dos Santos Filho, seu ex-presidente, juntamente ao Ministro da Fazenda, Artur de Sousa Costa, na Conferência de Bretton Woods, nos EUA, tendo os recebido com um grande evento de recepção, em agosto de 1944. A conferência de Bretton Woods, em meio à II Guerra Mundial, foi responsável pela discussão de táticas de gerenciamento econômico entre os países mais industrializados do mundo, dentre elas a criação do Fundo Monetário Internacional.

### A Questão do Cheque
Tendo em vista a conjuntura econômica brasileira, a Associação se pronunciou ao evidenciar a necessidade de reformulação da Lei do Cheque, que considerava estar ultrapassada e passível de fraudes, propondo-se a realizar um anteprojeto de lei, que viria a ser aprovado e publicado no Diário Oficial da União.
O cheque é uma ordem de pagamento à vista ou pré-datada, sendo essa última realizada através de acordo verbal entre o emitente e o recebedor, havendo a concessão de um prazo para quitação. 

O pagamento por meio do cheque é feito em razão dos fundos que o emitente possui na instituição financeira, responsável pela emissão do cheque utilizado, se configurando como uma total relação de confiança acerca do pagante possuir ou não saldo em conta para o pagamento. 
No início da década de 1940, já debatida anteriormente, a proposta de reformulação da legislação do cheque se tornou uma possibilidade, sobretudo se for considerada a crítica à desatualização da lei vigente, datada da década de 1910. Em 1941, levando em consideração as pautas levantadas desde sua fundação e um grande movimento de opinião formado sobre o assunto, a Associação Bancária do Rio de Janeiro designou uma comissão de banqueiros e juristas para que um anteprojeto de lei fosse redigido.
A comissão, que contava com a participação de Afonso Pena Júnior, Oscar Sant’Anna e Herman Sthamer, ficou encarregada não só da elaboração do anteprojeto, como a deliberação acerca de assuntos como a possibilidade de pagamento do Imposto de Renda através do cheque, por exemplo.
Nos anos seguintes, sob a premissa de que os meios bancários pleiteavam a absoluta segurança do cheque, o tornando um meio de pagamento de livre e ampla circulação, a Associação direcionou-se à elaboração do anteprojeto, sob a presidência de João Leão de Faria, e com o apoio de diversas entidades do setor econômico do país.
Em setembro de 1944, uma publicação do periódico A Noite discorria acerca da elaboração do anteprojeto. Considerando a defasagem de mais de trinta anos da lei existente, a publicação, que reproduzia a opinião do presidente da Associação, Leão de Faria, apontou a iniciativa da Associação Bancária do Rio de Janeiro, juntamente a figuras marcantes dos meios financeiros e comerciais, no sentido de modificar a legislação do cheque. Ainda, apresenta o histórico da campanha em prol da intensificação do uso do cheque, que havia alcançado êxito, no entanto, não havia atingido dimensões maiores dada a desatualização legislativa. Tal desatualização poderia abrir precedentes para fraudes – como a emissão de cheques sem fundos – o que gerava a recusa constante, a falta de confiança e, por conseguinte, determinava o retraimento do uso do cheque. Sendo assim, a Associação teria tomado para si a função de reformular a antiga lei, sendo apoiada por entidades ligadas ao setor econômico, diretamente interessadas na resolução desse assunto.
Ainda em 1944, o presidente da ABERJ, João Leão de Faria, cedeu uma entrevista para o periódico Gazeta de Notícias acerca do anteprojeto que estava a ser elaborado, afirmando a grande importância da reformulação da legislação acerca do cheque, ainda mais por esse recurso de pagamento ter visto um crescimento relevante em sua utilização naqueles últimos anos. Em sua entrevista, Leão de Faria evidencia a relevância do assunto para a vida bancária, sendo as vantagens da utilização do cheque evidentes, por ser um meio facilitador para a realização de pagamentos, assim como traz uma maior conveniência e possibilidade de lucro aos Bancos. Tendo se apoiado no trabalho apresentado por Oscar Guimarães Sant’anna – presidente do Sindicato dos Bancos do Rio de 1934 a 1944 – o anteprojeto foi elaborado visando atender às principais demandas entregues às entidades de classe como, por exemplo, o número crescente da emissão de cheques sem fundo, entre outras:
| “ | Sucintamente, o anteprojeto estabelece normas sobre as seguintes novidades: a irrevogabilidade do cheque; a legalidade do "visto"; a identificação dos portadores de cheques; a emissão de cheques de turismo; a multiplicação do cheque; | ” |

O anteprojeto, elaborado pela Associação Bancária do Rio de Janeiro, tendo essa procurado manter contato próximo e incentivando a  participação de outras organizações associativas – como a elaboração de emendas pelo Sindicato dos Bancos do Estado de São Paulo – foi publicado no DOU no dia 16 de julho de 1946, o que significou um grande passo para as atividades e influência da Associação nos debates econômicos.
Em 1950 a Associação também defendeu o uso dos cheques-cruzados (quando o depósito é direcionado à conta do favorecido) por órgãos do comércio. Tal sugestão, segundo a Associação, garantia uma maior segurança e transparência às relações comerciais, considerando a fragilidade da legislação vigente acerca do uso dos cheques.
Já em novembro de 1951, após revisões, o projeto de reformulação da Lei do Cheque, baseado no anteprojeto apresentado pela Associação Bancária do Rio de Janeiro, foi considerado constitucional pelo poder público.

### Outras atividades da Associação Bancária nas décadas de 1940 e 1950
Gudesteu de Sá Pires foi presidente da Associação Bancária do Rio de Janeiro entre os intervalos de 1933 a 1934, e 1941 a 1943, estando sob o comando da Associação no contexto em que o Brasil enfrentava grande turbulência econômica e política, tendo buscado apoiar decisões que parecessem benéficas à economia do país no período de conflito, como o apoio à venda dos bônus de guerra, por exemplo.
Criada pelo Decreto-Lei nº 3.293, de 21 de maio de 1941, durante a gestão do ministro da Fazenda Artur de Sousa Costa, a Carteira de Exportação e Importação do Banco do Brasil tinha como finalidade “estimular e amparar a exportação de produtos nacionais e assegurar condições favoráveis à importação de produtos estrangeiros” Durante a Segunda Guerra Mundial a Cexim se encarregava principalmente da administração  das importações através de licenciamento. 
Considerando a grande funcionalidade que esta nova Carteira poderia oferecer ao Sistema Financeiro Nacional, a Associação Bancária do Rio de Janeiro, sob a presidência de Gudesteu Pires, solicitou a participação do então presidente do Banco do Brasil, Leonardo Truda, para a realização de uma Conferência, na qual fossem explicitados seu funcionamento e seus objetivos.
Em abril de 1941,  a Associação Bancária do Rio de Janeiro, por representação de Gudesteu Pires, demonstrou apoio ao decreto presidencial de nacionalização dos bancos de depósito estrangeiros, apontando em declarações que tal decreto representava “um princípio de ordem econômica nacional e não um interesse privado dos bancos brasileiros”, no qual os bancos estrangeiros continuaram a colaborar com a economia do país, no entanto, sob o domínio comercial brasileiro, o que dinamizaria os negócios. A partir do decreto, somente poderiam funcionar na República os bancos de depósito cujo capital pertencesse inteiramente a pessoas físicas de nacionalidade brasileira.
| “ | O decreto de nacionalização dos bancos de depósito, recentemente assinado pelo governo brasileiro, foi uma medida de defesa dos interesses do país. É necessário que se fale desse assunto, a fim de que sejam evitadas explorações em torno de uma medida de tão alta expressão nacional. O decreto não importa em hostilidade aos bancos estrangeiros, mas, pelo contrário, veio criar uma situação em que todos poderão cooperar à sombra das nossas leis. Ainda ontem, o presidente da Associação Bancária do Rio de Janeiro, falando à imprensa, traçou oportunos comentários sobre as finalidades do decreto presidencial, dizendo que ele ‘representava um princípio de ordem econômica nacional e não um interesse privativo dos bancos brasileiros’. E ainda acentuou que ‘os bancos estrangeiros poderão continuar a colaborar conosco, como têm feito até agora, no domínio comercial, facilitando a circulação e incrementando os negócios, o que vale dizer a produção e o comércio’. Ainda convém acentuar que o decreto não vale prejudicar os bancos estrangeiros, pois lhes foi concedido o prazo de cinco anos para se adaptarem às novas exigências legais. E a ideia da nacionalização dos bancos de depósito já estava prevista na própria constituição de 1934, não sendo, portanto, uma novidade estudada pelo regime atual para prejudicar os interesses dos bancos não nacionais. As explorações, portanto, que se procura fazer em torno desse assunto, são inoportunas e infundamentadas. | ” |

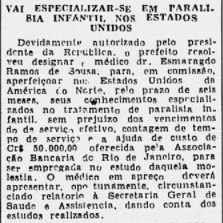
Publicação acerca da ajuda de custos pela Associação Bancária do Rio de Janeiro ao estudo sobre paralisia infantil, empreendido nos Estados Unidos pelo Dr. Esmaragdo Ramos de Sousa

A primeira metade da década de 1940 foi marcada pelo acontecimento da II Guerra Mundial, tendo o Brasil adentrado oficialmente a guerra em agosto de 1942. Para o governo federal brasileiro, era relevante estabelecer vínculos com alguma das partes envolvidas no centro da guerra. Considerando o esforço estadunidense de união com os países sul americanos, característico da “Política da Boa Vizinhança”, as instituições brasileiras viram nesse a oportunidade de aproximação com a potência norte-americana. 
Nesse sentido, em julho de 1943, a Associação Bancária do Rio de Janeiro ofereceu uma ajuda de custos de Cr$ 50.000 para o estudo sobre paralisia infantil, empreendido nos Estados Unidos pelo Dr. Esmaragdo Ramos de Sousa e comissão.
Além do suporte proporcionado ser benéfico para um possível avanço da ciência brasileira, ele também poderia exprimir o apoio da Associação aos EUA, através da demonstração de confiabilidade ao contribuir para tal empreendimento.
Já no final da década de 1940, em agosto de 1947, a Associação Bancária, num esforço de colaboração com outras instituições de classe do sistema financeiro, atendeu às demandas da Associação de Empregados dos Estabelecimentos Bancários por alteração dos horários dos bancos. Houve a determinação do novo horário único dos estabelecimentos bancários: de 12 às 16hrs. Por não ser uma decisão unânime de todos os bancos, alguns deles retraem e voltam ao horário anterior de 9h30 às 11h30 e de 13h30 às 15h30.
Um dos preceitos fundamentais da Associação Bancária era a fiscalização das atividades financeiras. Em 1952, houve a oposição, juntamente ao Sindicato dos Bancos do Rio de Janeiro, à Lei Municipal 746, de 26 de novembro de 1952, considerada antidemocrática por ambas as instituições, que firmava o cancelamento de débitos por anistia fiscal e o aumento de taxas e impostos sobre tarifas cobradas em operações de compra e venda referentes à Bolsa de Valores e títulos públicos e privados.

Ainda, considerando um contexto de grande turbulência política e econômica no Brasil e no mundo, marcado pelas dinâmicas da Guerra Fria, pela utilização de novas tecnologias e pelo “rodízio” presidencial brasileiro (houve quatro presidentes da República no período compreendido entre 1954 e 1955 – Getúlio Vargas, Café Filho, Carlos Luz e Nereu Ramos), coube atribuir à trajetória da Associação a representatividade de seu presidente, Ademar Leite Ribeiro, que esteve à frente da então Associação Bancária do Rio de Janeiro entre os anos de 1957 e 1960.

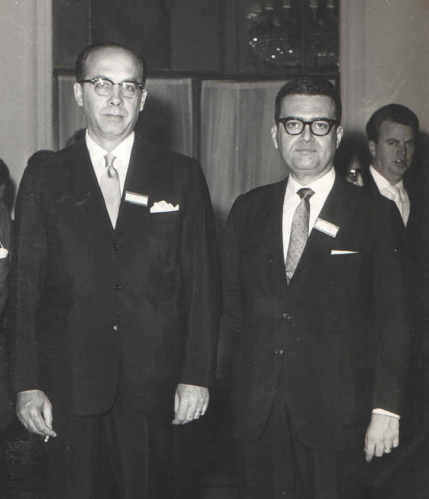
Ademar Leite Ribeiro (esquerda), presidente da Aberj entre os anos de 1957 a 1960, e Layr Bessa, secretário da Associação durante o mandato de Ribeiro e Presidente da Aberj durante os anos de 1960 a 1968.

Em 2 de fevereiro de 1945, foi criada a Superintendência da Moeda e do Crédito (SUMOC), funcionando como uma alternativa a um banco central, instituindo a autoridade monetária brasileira, ou seja, uma instituição reguladora única à atividade bancária nacional. Tal organização se manteve em funcionamento até o ano de 1965, quando o recém-criado Banco Central do Brasil iniciou suas atividades de maneira efetiva.
Apesar de a SUMOC cumprir uma posição relativa a um banco central, a Associação Bancária do Rio de Janeiro julgava necessária a criação dessa última organização. Tendo como pauta o anseio pela criação do Banco Central do Brasil, o presidente da Associação conduziu tal assunto à discussão entre representantes do meio financeiro, sobretudo, representantes dos bancos associados. 

Em julho de 1958, o presidente da Associação Bancária, Ademar Leite Ribeiro, cedeu uma entrevista para o periódico Correio da Manhã acerca da necessidade de se conceber um banco central no país. Para ele, apenas a existência de tal órgão viria dar real estrutura ao sistema bancário brasileiro, havendo a possibilidade de incorporação da SUMOC, pressupondo a criação de duas Superintendências, uma da Moeda e outra do Crédito. A primeira seria constituída pela Carteira de Câmbio e pela Carteira de Comércio Exterior; já a segunda, composta pela Carteira de Redescontos, Inspetoria de Bancos e pela Caixa de Mobilização Bancária.
As declarações de Ademar Leite Ribeiro foram comentadas pelo periódico de maneira positiva, afirmando que a criação do Banco Central do Brasil era uma aspiração antiga, sendo validada pela experiência e autoridade do presidente da Associação Bancária, embasado pelo estudo elaborado por um grupo de técnicos das classes produtoras.
Ademais, durante a década de 1950 também houve discussões em torno do projeto de construção e transferência da capital da República para Brasília Desde o período colonial almejava-se transportar a capital do país para um território do interior, afastando-a do litoral e resguardando-a de maiores ameaças. 

Apesar de tal ideia ter sido comentada ao longo dos séculos, apenas durante a década de 1950 o projeto de interiorização da capital sairia do esboço e adquiriria maior força. Durante o governo do presidente  Juscelino Kubitschek, marcado por uma forte onda desenvolvimentista, foi sancionada a Lei no 2.874 sobre a mudança da Capital Federal do Brasil e a criação da empreiteira NOVACAP, dando início à construção de Brasília, em fevereiro de 1957.
Ademar Leite Ribeiro, presidente da Associação Bancária do Rio de Janeiro, considerando os possíveis impactos econômicos da transferência de capital, a pôs em perspectiva, apontando que esta deveria ocorrer de maneira gradual para que esses impactos fossem sentidos de maneira mais leve, impedindo o sacrifício da ordem econômica e financeira nacional. Caso contrário, a economia interna do país poderia sofrer alguns transtornos.
Por fim, a Associação Bancária do Rio de Janeiro tomou partido na criação do Conselho Superior das Classes Produtoras (CONCLAP), realizando críticas à intervenção do Estado na economia, considerada pelos membros do CONCLAP uma afronta aos direitos e à liberdade de atuação econômica dos empresários. Para Ademar Leite Ribeiro, presidente da Associação Bancária do Rio de Janeiro e eleito tesoureiro do CONCLAP, a participação da Associação no Conselho se fazia essencial por este significar a definição do posicionamento de seus integrantes quanto ao que deveria ser feito para garantir os destinos almejados para a atividade no Sistema Financeiro. Para ele, era preciso a vontade de lutar pelo bem comum, dizendo que a recepção da mensagem transmitida seria bem recepcionada por seus companheiros da Associação Bancária do Rio de Janeiro.
| “ | A Associação Bancária do Rio de Janeiro não poderia deixar de estar presente em um momento como este em que todos procuramos definir posições em relação ao sentido da Vida que objetiva nosso plano de trabalho. O programa do CONCLAP define bem o que devemos fazer para atingir os seus objetivos. Uma coisa fica bem patente em tudo quanto temos ouvido neste momento — disse o sr. Ademar Leite Ribeiro, presidente da Associação Bancária do Rio de Janeiro. | ” |

## A Década de 1960: A Associação dos Bancos do Estado da Guanabara
Durante a década de 1960, a população se tornava cada vez mais ativa nas reivindicações por mudanças, à medida que o sistema político brasileiro entrava em decadência e o norte-americano sofria retaliações, ocasionadas pela televisionada Guerra do Vietnã. Ainda, sob a égide da Guerra Fria, o Brasil se encontrava numa posição de apoio ao bloco capitalista, estreitando relações com os Estados Unidos, sobretudo após a instauração da Ditadura Civil-Militar, em 1964, apoiada pelo governo estadunidense, assim como as demais ditaduras sul-americanas.
Apesar de haver uma grande movimentação bélica ao redor do mundo, a década de 1960 também foi um período marcado pela preocupação social. Movimentos sociais em torno de reivindicações como os direitos das mulheres e dos homossexuais, assim como a reivindicação pelos direitos civis das pessoas negras, assumem contornos mais nítidos, assim como o movimento da contracultura e a forte onda de promoção de políticas educacionais, sendo a década em que mais houve iniciativas governamentais desenvolvidas no campo educacional no país.

### O Primeiro Congresso Nacional de Bancos
Durante o governo de Juscelino Kubitschek houve a concretização de um projeto de longa data de transferência da capital do país para o interior. Deu-se início então à construção de Brasília, que teve duração de 1957 a 1960 e gerou um grande fluxo migratório de mão-de-obra para o local. À medida que a nova capital estava a se formar, o Rio de Janeiro já não mais poderia se denominar Distrito Federal. Na antiga capital da federação houve o despertar de um certo medo referente à perda de influência que a criação de Brasília poderia acarretar às classes mais abastadas do município do Rio de Janeiro. Deu-se então no território, em 1960, origem ao estado da Guanabara, que viria a se tornar o centro político e econômico da região fluminense.

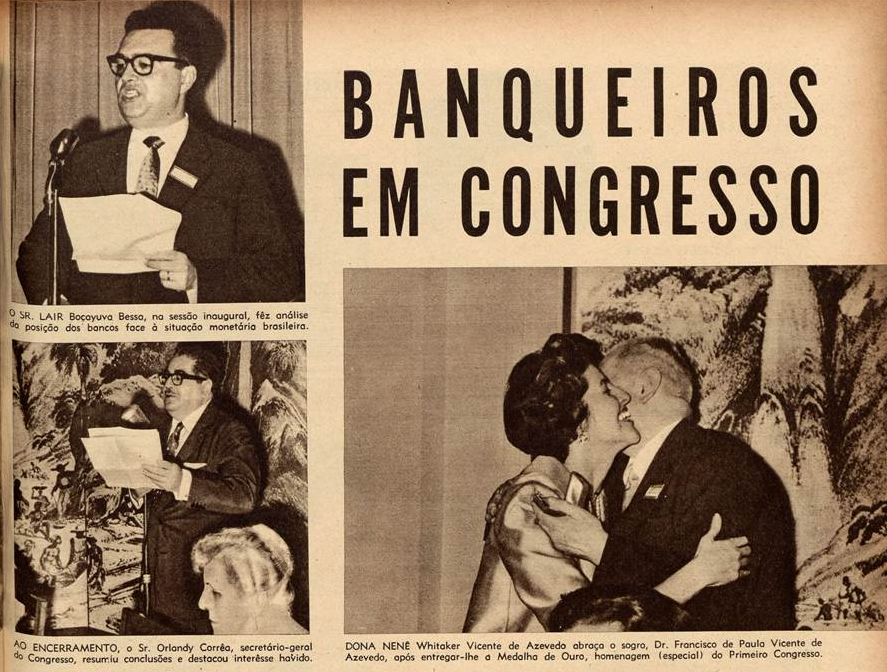
Recorte de publicação da Revista O Cruzeiro, edição 10, de novembro de 1960, que menciona as atividades do I Congresso Nacional de Bancos.

Pouco tempo depois da criação do estado da Guanabara, durante o Primeiro Congresso Nacional de Bancos, realizado no Copacabana Palace e convocado pela Associação Bancária do Rio de Janeiro, algumas discussões foram suscitadas. 
Tendo em vista o contexto de um amplo incentivo educacional durante a década de 1960, a demanda pelo aperfeiçoamento do pessoal pertencente ao sistema bancário também cresceu, tendo a Associação se unido ao propósito pedagógico, mantido até sua gestão atual. Dos dias 6 a 12 de novembro de 1960, foi realizado o Primeiro Congresso Nacional de Bancos, tendo a Associação Bancária do Rio de Janeiro como realizadora e principal órgão patrocinador do evento. Tal congresso, tendo reunido dezenas de autoridades no que concerne à economia do país, discutiu questões consideradas primordiais, no período, para o desenvolvimento econômico brasileiro como um todo, destacando como um dos seus principais objetivos o debate acerca da criação do Banco Central do Brasil. 
Nos primeiros dias do Congresso de Bancos, foram debatidos em plenárias a criação de um sistema de compensação de cheques na SUMOC (antecessora do Banco Central), a possibilidade de abertura de agências do BNDES nas zonas geoeconômicas mais carentes de crédito estatal, além de muitas outras teses apresentadas, que foram colocadas em votação.
A temática relativa à criação do Banco Central do Brasil foi noticiada pela imprensa como a que despertou maior interesse entre os congressistas. Apresentada por Francisco de Paula Vicente de Azevedo, secretário da Fazenda de São Paulo, a tese acerca da necessidade de criação de um Banco Central de Reserva para o país – com base em estudos relativos à situação bancária, e seguindo os moldes de "reserva federal", seguindo o modelo estadunidense – atraiu manifestações de apoio provenientes de diferentes autoridades do setor bancário e das classes produtoras. Segundo a tese, a confecção de uma entidade bancária central possibilitaria a regularização da moeda e a expansão do crédito, considerando que, para além do setor bancário, seria de de grande relevância para o setor industrial. Sendo assim, segundo a tese, também seria possível a correção dos movimentos inflacionários e deflacionários, criando condições para o aumento do índice empregatício, que ocasionaria a estabilização dos preços, o crescimento do poder de consumo e, por conseguinte, o equilíbrio econômico e harmonia social.

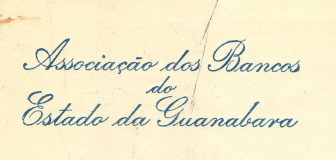
Cabeçalho Oficial da Associação dos Bancos do Estado da Guanabara, em 1966.

Na agenda desempenhada pelo Congresso, estavam algumas pautas que envolviam diretamente a estruturação da Associação. Destaque para dois aspectos que dialogam com a Associação: discussão sobre a necessidade de se haver uma associação civil dos bancos para o Estado da Guanabara e da necessidade de criação de cursos de formação profissional pela Associação. Durante o Congresso, houve o pedido pela padronização da nomenclatura das Associações da classe dos bancos. Portanto, seguindo a padronagem que pressupunha utilizar “Associação dos Bancos do Estado…” para todas as entidades do gênero, a então Associação Bancária do Rio de Janeiro receberia uma nova nomenclatura. Sob o contexto da transferência da capital para Brasília e a criação do Estado da Guanabara, passa a se denominar Associação dos Bancos do Estado da Guanabara, a ABEG, propondo-se a promover a formação profissional para os bancos.
| “ | Bancos: Associação A Comissão Executiva do 1º Congresso de Bancos, por seu secretário, sr. Layr Bocaiúva Bessa, já oficiou a todos os Sindicatos de Bancos nos Estados, encaminhando um projeto de estatutos e a sugestão para que as entidades civis representativas da classe, de maneira única, se denominem ‘Associação dos Bancos do Estado de....’ Por outro lado, dando desde longo cumprimento a essa recomendação a associação sediada no Rio, decidiu aprovar a alteração acima proposta, passando a chamar-se ‘Associação dos Bancos do Estado da Guanabara | ” |

No dia 11 de novembro de 1960, penúltimo dia do evento,  houve a  decisão pela implementação de cursos de formação e aprimoramento profissional de bancários e “assuntos pertinentes a questões sociais dos empregados bancários”, sendo proposto o redirecionamento das funções da Associação para que tais objetivos fossem cumpridos.
| “ | Descrição do que ocorreu durante o I Congresso Nacional de Bancos, de 6 a 12 de novembro de 1960. Destaque: 'Para o sucesso de um Banco, a qualidade de seu pessoal é fator da maior importância', assim se expressou o departamento de Educação da Associação do Estado da Guanabara. Reconhecendo a importância do assunto, a Associação Bancária do Rio de Janeiro tomou a iniciativa de criar um Departamento Cultural e, através do mesmo, proceder a um estudo inicial, para orientação própria e de seus associados. A pesquisa efetuada mostrou a conveniência de ser estabelecido um serviço central de seleção e treinamento, que já está sendo organizado. Verificou-se também a necessidade de agir em outros pontos, tais como o treinamento de supervisão. O programa previsto para 1961 compreende: Serviço de seleção e treinamento; Serviço de Treinamento em Supervisão; Cursos técnicos, a serem determinados de acordo com as necessidades dos associados; Seminários para aperfeiçoamento de pessoal de nível superior; Orientação dos associados no estabelecimento de seus próprios programas de treinamento. A Associação Bancária propôs que o Congresso recomendasse que: 1 - Em todos os Centros onde o sistema bancário tenha atingido suficiente desenvolvimento, as associações bancárias devem promover programas de aperfeiçoamento de pessoal 2 - Todos os Bancos devem manter um programa de aperfeiçoamento de pessoal, que deverá entrosar-se com as instituições de ensino técnico e universidades. | ” |

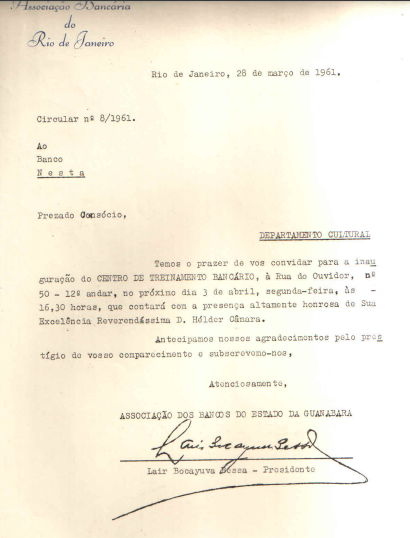
Circular Convite para a inauguração do Centro de Treinamento Bancário da Associação dos Bancos do Estado da Guanabara

O I Congresso Nacional de Bancos foi tido pela Associação como uma recomposição do espírito de classe e alinhamento do sistema em um momento marcado por uma possível recuperação financeira. 
No intuito de reiterar os resultados do evento, Layr Bocayuva Bessa, presidente da Associação, emitiu declarações por meio da imprensa periódica, ainda no ano de 1960. No periódico O Jornal, edição de 19 de novembro de 1960, afirmou que o I Congresso Nacional de Bancos trouxe à tona o espírito de classe há tempos perdido em razão da inflação, e proporcionou um alinhamento do Sistema Financeiro marcado pela previsão de uma possível recuperação econômica. Para Layr Bessa, o evento havia cumprido seus objetivos com êxito, sendo responsável pela discussão franca dos assuntos de maior interesse pela classe bancária, assim como a indicação de providências a serem tomadas pelo poder público e pelas instituições bancárias privadas. Ainda, comenta de maneira elogiosa o “alto espírito público que norteou a elaboração das teses apresentadas e as recomendações emanadas do Congresso dos Bancos”, como uma prova da responsabilidade dos dirigentes dos estabelecimentos bancários e seu compromisso em contribuir, de maneira organizada, para o encaminhamento da solução dos problemas econômicos e financeiros do Brasil.

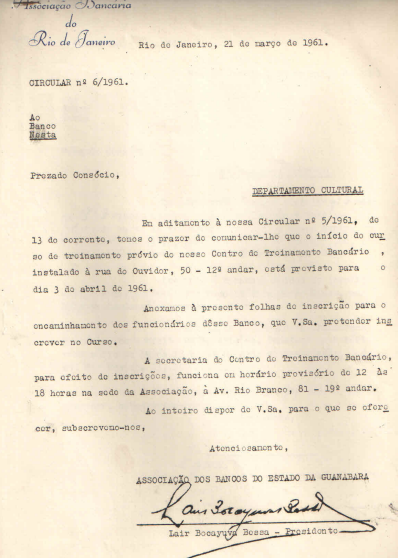
Circular acerca do início do Curso de Orientação e Treinamento Prévio, promovido pela Associação dos Bancos do Estado da Guanabara

Layr Bessa ainda expõe a nova designação educacional da Associação como uma excelente tática para aprimoramento de pessoal e indica suas ambições a curto prazo para as atividades da Associação, dizendo que, ao inaugurar seu auditório, a entidade promoveria uma série de palestras ao lado de cursos de especialização de pessoal, cumprindo para com as recentes recomendações do vitorioso empreendimento, o I Congresso Nacional de Bancos.
Sendo assim, em 1961, as atividades educacionais da Associação se iniciaram. Em janeiro, foi estabelecido o Departamento Cultural da ABEG, responsável pela organização de cursos que atendessem às necessidades profissionais e culturais dos funcionários dos bancos, assim como o estabelecimento de cursos e seminários de especialização para o pessoal também da direção dos bancos, visando também a realização de convênios com universidades e outras organizações de alta especialização. Poucos meses depois, estas funções seriam designadas ao recém-criado Centro de Treinamento Bancário, sendo este um dos primeiros centros de treinamento para os bancos do país, e o que obteve o maior número de alunos formados a nível nacional no menor espaço de tempo.

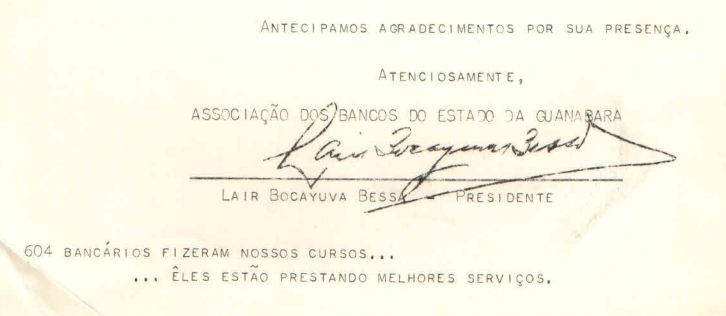
Circular da Associação dos Bancos do Estado da Guanabara, de 1962, que menciona o número de bancários que fizeram os cursos ofertados pela entidade.

A cerimônia de inauguração do Centro de Treinamento Bancário ocorreu no dia 3 de abril de 1961, contando com presenças, como a do grande defensor dos Direitos Humanos, o clérigo Dom Hélder Câmara. No mesmo dia da inauguração do Centro, também ocorreu a aula inaugural do primeiro curso empreendido pela Aberj – o Curso de Orientação e Treinamento Prévio – no intuito de atender o pessoal recém-admitido pelos Bancos Associados. O curso tinha a duração de 90 horas, em turmas de 12 alunos cada, havendo aulas de instrução geral e prática sobre temas como organização bancária e serviços, redação, matemática e relações de trabalho e com o público.
Ao longo do ano de 1961, sendo observado o sucesso do curso de Treinamento Prévio, outros cursos foram abertos sequencialmente – curso de Chefia (relações no trabalho), de Economia e Finanças Bancárias, de Redação Bancária e, por fim, de Inglês Bancário – contabilizando a formação de mais de 600 bancários até meados de 1962.

### Outras atividades durante a década de 1960
Em maio de 1960, a Associação promoveu a defesa pela mudança da data do pagamento das parcelas do Imposto de Renda, tendo endereçado um telegrama ao Ministro da Fazenda, Sebastião Paes de Almeida, sugerindo que tal pagamento tivesse como data limite o dia 10 de cada mês ao invés do dia 1º, proporcionando a facilitação da transação para os pagantes.
Ainda no ano de 1960, em junho, a ainda Associação Bancária do Rio de Janeiro se propôs a fornecer assistência aos banqueiros para que fosse elaborado um plano de ajuda às vítimas dos terremotos no Chile, o Sismo de Valdivia – ocorrido em maio de 1960 – sendo a maior sequência de terremotos mensurada no mundo.

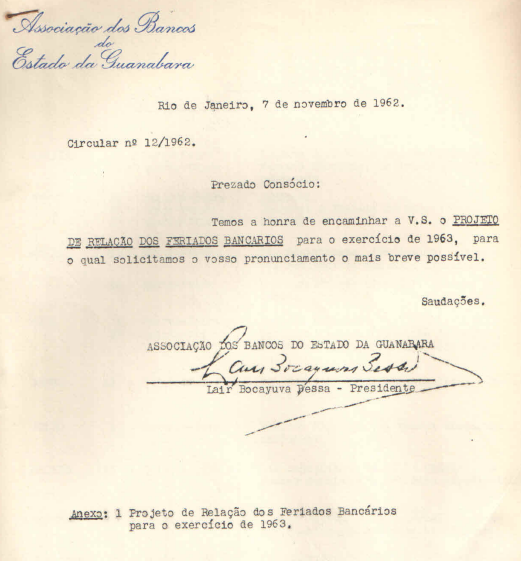
Circular acerca da Relação de Feriados Bancários para o ano de 1963.

No início da década de 60 a Associação ainda toma partido em assuntos referentes aos feriados bancários, sendo responsável pela conciliação dos bancos associados.
Por fim, durante a década de 60 a Associação dos Bancos do Estado da Guanabara, assim como outras associações de classe, se posicionou no que diz respeito à situação política nacional. Toma-se como exemplo o contexto da participação em manifestações contrárias ao Governo João Goulart, por acreditar que este estaria organizando a economia brasileira de maneira arbitrária. Nesse sentido, houve a assinatura de um Manifesto, em 1962, tanto pela Associação dos Bancos do Estado da Guanabara quanto por outras instituições associativas do país, “Pelo Brasil, pelo seu progresso e pela felicidade do seu povo: contra a desordem, a irresponsabilidade e a demagogia”, havendo uma crítica velada ao governo vigente João Goulart.
O manifesto possuía um teor convocatório, chamando os cidadãos brasileiros para combater as "forças desagregadoras", que estariam pondo em risco a democracia e o progresso nacional. Ainda, em defesa de uma ideologia liberal, realiza críticas às forças governativas nacionais, que estariam sendo dominadas pela demagogia, fazendo com que o país sofresse estagnação e os valores cristãos da liberdade individual fossem corrompidos.

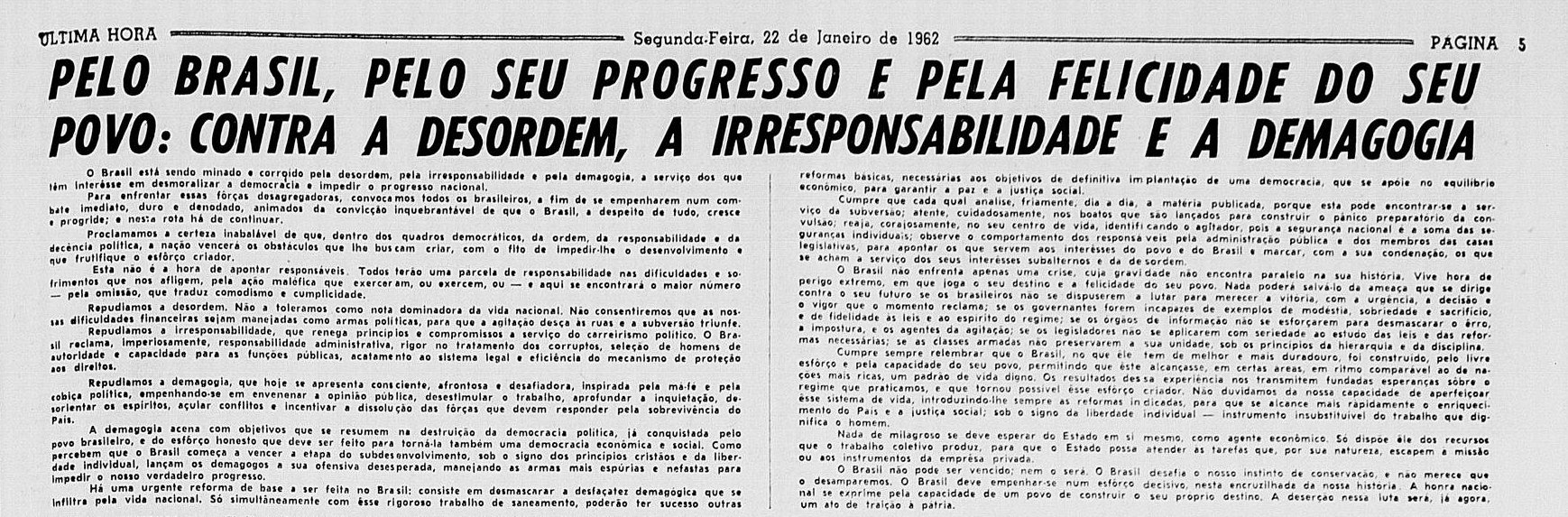
Manifesto assinado pela Associação, e por outras instituições associativas do país, havendo uma crítica velada ao governo em vigência João Goulart. Última Hora, 22 de janeiro de 1962.

| “ | Repudiamos a demagogia, que hoje se apresenta consciente, afrontosa e desafiadora, inspirada pela má-fé e pela cobiça política, empenhando-se em envenenar a opinião pública, desestimular o trabalho aprofundar a inquietação, desorientar os espíritos, açular conflitos e incentivar a dissolução das forças que devem responder pela sobrevivência do país. A demagogia acena com objetivos que se resumem na destruição da democracia política, já conquistada pelo povo brasileiro, e do esforço honesto que deve ser feito para torná-lo também uma democracia econômica e social. Como percebem que o Brasil começa a vencer a etapa do subdesenvolvimento, sob o signo dos princípios cristãos e da liberdade individual, lançam os demagogos a sua ofensiva desesperada, manejando as armas mais espúrias e nefastas para impedir o nosso verdadeiro progresso. Há uma urgente reforma de base a ser feita no Brasil: consiste em desmascarar a desfaçatez demagógica que se infiltra pela vida nacional. Só simultaneamente com esse rigoroso trabalho de saneamento, poderão ter sucesso outras reformas básicas, necessárias aos objetivos de definida implantação de uma democracia, que se apoie no equilíbrio econômico, para garantir paz e justiça social. | ” |

## A Década de 1970
A situação econômica da década de 1970 foi marcada por um quadro de estagnação e tentativa de recuperação do mercado acionário. Tal aspecto se deu pelo grande direcionamento de recursos ao próprio mercado de ações no final da década de 1960, ocasionado, sobretudo, por leis de incentivo fiscal criadas pelo Governo Federal, sob o regime civil-militar.
Desse modo, no início da década houve um aumento considerável no processo especulativo das principais Bolsas de Valores do país – Rio de Janeiro e São Paulo – algo que, em um primeiro momento, foi considerado a representação do êxito das medidas econômicas governamentais. Entretanto a demanda por ações pelos investidores passou a ter um crescimento maior que a emissão de novas ações, gerando um grande movimento especulativo entre dezembro e julho de 1971. Durante esse período, as cotações acionárias não pararam de subir até atingir seu ponto máximo, em julho, quando se iniciou a venda de ações pelos investidores, dada a desconfiança acerca de uma iminente baixa que sucederia a sobre-cotação. A partir disso, houve a saturação da venda de ações, sendo intensificada ainda por novas emissões, o que aumentou consideravelmente sua oferta.
O colapso da bolha especulativa gerou uma estagnação prolongada das Bolsas de Valores do Rio de Janeiro e São Paulo, gerando novas tentativas de políticas econômicas que revitalizassem o mercado de capitais.Sob esse contexto econômico, houve a preocupação por parte dos bancos – também atingidos pelo período de estagnação, sobretudo pelo mercado acionário ser visto com certa desconfiança –  em proporcionar técnicas de modernização e aprimoramento de suas atividades.
A partir da década de 1960, a Associação dos Bancos do Estado da Guanabara (ABEG) inaugurou o Centro de Treinamento Bancário, oferecendo cursos e palestras de aprimoramento profissional para os bancos. Seguindo a premissa da oferta de cursos e palestras educativos referentes às estruturas do Sistema Bancário, durante a década de 1970 a Associação promoveu a realização de cursos de nível médio e superior, tendo estabelecido parceria com instituições de ensino do Rio de Janeiro, no intuito de assumir uma posição mais forte no segmento educacional do estado.

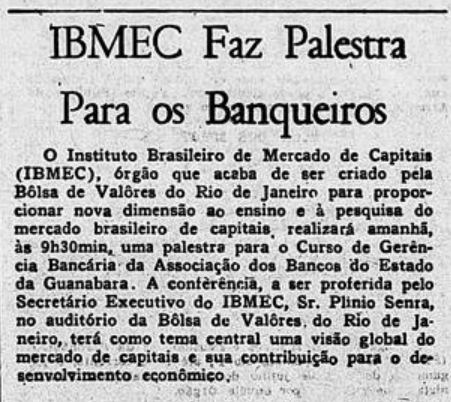
Publicação do periódico Diário de Notícias que aponta a parceira entre a ABEG e o IBMEC para a realização de palestra.

Em janeiro de 1970, sob a representação tanto da Associação quanto do Sindicato dos Bancos do Estado da Guanabara, houve a reivindicação em nome dos banqueiros pela ampliação dos serviços e operações nos bancos, para que houvesse o aumento da produtividade e maior atendimento às empresas, sem haver a criação de tensões sociais. Nesse sentido, houve um consenso entre os banqueiros do Rio de Janeiro do período acerca da necessidade de redistribuição de serviços na rede de agências, sob a justificativa de que as dependências bancárias seriam melhor utilizadas caso novas atividades fossem estabelecidas, evitando o seu fechamento e o desemprego em decorrência deste.
Tais reivindicações foram levadas à discussão durante um almoço realizado em homenagem ao Ministro da Fazenda no período, Delfim Netto, em 14 de janeiro de 1970. Ainda, outra pauta levantada em nome dos banqueiros dizia respeito à responsabilidade do Sistema Bancário no esforço de contenção da inflação a partir da redução dos custos operacionais dos bancos, sendo um próximo passo a redução progressiva dos juros.
Em fevereiro de 1970, o Jornal do Commercio realizou uma publicação acerca da preocupação tanto do Sindicato quanto da Associação sobre a necessidade de reduzir os custos operacionais dos bancos. Quanto à Associação, o periódico apontou o esforço em promover cursos de “adestramento profissional” – visando o aprimoramento dos servidores dos bancos – e a iniciativa do presidente da ABEG, Nelson Parente Ribeiro, ao recorrer ao estabelecimento  de um Ciclo de Debates que envolvesse diversos aspectos referentes ao tema em evidência.

O ano de 1970 ainda representou para a ABEG a oportunidade de realização de alguns convênios considerados relevantes para o seu crescimento como entidade do segmento educacional. Em fevereiro de 1970, estabeleceu a programação de cursos oferecidos pelo Centro de Treinamento Bancário para o ano corrente, dentre o quais houve vários em parceria com a Pontifícia Universidade Católica (PUC) do Rio de Janeiro, sob a premissa de que todos os cursos possuíam objetivos práticos, visando não somente a capacitação profissional do bancário, mas a solução dos problemas operacionais dos bancos. Em junho do mesmo ano, foi realizada uma parceria entre a Associação e o Instituto Brasileiro de Mercado de Capitais (IBMEC) – recém-criado pela Bolsa de Valores do Rio de Janeiro – para a realização de uma palestra para o Curso de Gerência Bancária.

Desse modo, a realização de cursos de aprimoramento bancário teve prosseguimento ao longo da década. 
Em abril de 1971, a Associação promoveu o início das inscrições para o 1º Curso para Secretárias em Bancos, exclusivo para mulheres. Desde a década de 1960, o Brasil começava a experimentar uma maior participação feminina no trabalho bancário. Apesar de a primeira mulher bancária no Brasil adentrar o quadro de funcionários efetivos do Banespa em 1932, até as décadas de 1960 e 1970, era raro ver mulheres ocupando certas funções nos bancos. Até então, a função que ganhou maior participação feminina ao longo dos anos era a do secretariado.
Em 30 de agosto do mesmo ano, foi realizada cerimônia que firmou o convênio da ABEG com a Fundação Educacional Brasileiro de Almeida, para a criação do Curso Colegial Bancário. O curso de bancário a nível médio tinha como intuito dinamizar a formação de
profissionais qualificados para os bancos, podendo o concluinte, inclusive, "ter acesso à Universidade com a prestação do vestibular às Faculdades de Direito, Economia, Administração de Empresas, Filosofia, Sociologia, entre outras carreiras.”

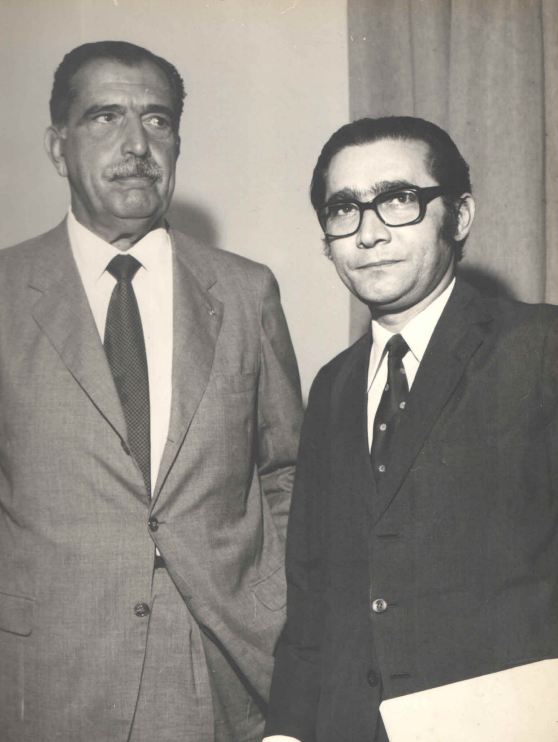
Da esquerda para direita: o Ministro do Planejamento do Brasil, João Paulo dos Reis Velloso e o presidente da Associação dos Bancos no Estado da Guanabara (ABEG), Nelson Parente Ribeiro, durante a cerimônia de assinatura do convênio da ABEG com a Fundação Educacional Brasileiro de Almeida.

A ideia de criação do curso em convênio com a respectiva Fundação foi aprovada pelo VIII Congresso Nacional de Bancos e, já em abril de 1971, o acordo foi firmado.  Durante o evento de assinatura do convênio, falou em nome da Associação o Secretário Célio Teodoro Assunção, que afirmou que a entidade havia dado mais um passo no campo do ensino profissional e, desse modo, o Sistema Bancário e o Sistema Educacional também caminharam 

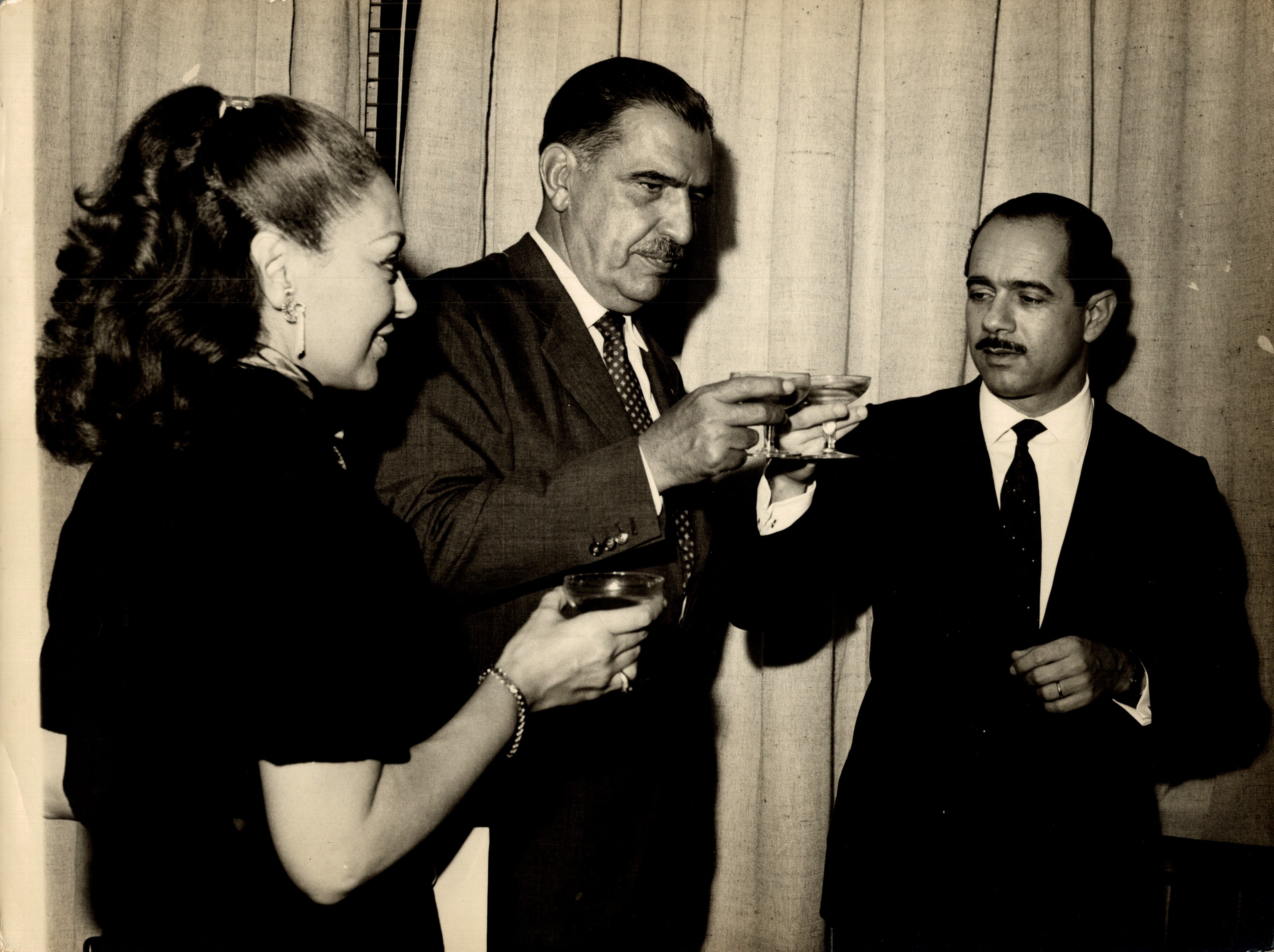
Nelson Parente Ribeiro (à esquerda) e Ernane Galvêas durante festividade da ABEG.)

decisivamente em direção à reformulação dos métodos educacionais do país. Além da participação da diretoria da ABEG e de representantes da Fundação Educacional Brasileiro de Almeida, a cerimônia teve a presença de João Paulo dos Reis Velloso, Ministro do Planejamento do Brasil, e Ernane Galvêas, presidente do Banco Central do Brasil, representando o Ministro da Fazenda, Delfim Netto.
Encerrando o ano de 1971, a Associação dos Bancos no Estado da Guanabara, juntamente ao Sindicato, promoveu o jantar de confraternização de fim de ano, que ocorria anualmente. No entanto, o destaque para o jantar, ocorrido em 16 de dezembro, foi o teor do mesmo, sendo promovido em homenagem ao Ministro da Fazenda no período, Delfim Netto. Além da presença do Ministro, o jantar contou com a participação de autoridades monetárias e presidentes de entidades das classes produtoras.
No ano de 1972, em março, ocorreu a III CONCLAP (Conferência Nacional das Classes Produtoras),  sediada no Museu de Arte Moderna, no Aterro do Flamengo. O evento, que recebeu patrocínio da Associação dos Bancos do Estado da Guanabara, reuniu cerca de 1500 indivíduos do empresariado brasileiro durante 5 dias para discutir assuntos acerca do mercado financeiro nacional e da especialização de mão-de-obra.

A abertura do evento contou a participação do presidente da República no período, Emílio Garrastazu Médici, e teve em sua programação palestras proferidas por Ministros do Estado, sendo eles Marcus Vinicius Pratini de Moraes (Indústria e Comércio), Luiz Fernando Cirne Lima (Agricultura), General José Costa Cavalcanti (Interior), João Paulo dos Reis Velloso (Planejamento e Coordenadoria Geral), Jarbas Gonçalves Passarinho (Educação e Cultura) e Júlio de Carvalho Barata (Trabalho).
O programa do evento firmava como propósito de discussão:
| “ | - Maior participação e conquista de mercados no plano internacional - Especialização e racionalização da mão de obra - Tecnologia moderna, diminuição de custos e aumento de produtividade - Expansão do mercado interno - Crédito, financiamento e investimento - Incentivos fiscais e desenvolvimento regional - Política tributária e antiinflacionária e seus reflexos na Empresa - Mercado de capitais e desenvolvimento da Empresa - Setor rural, fator de equilíbrio na economia. | ” |

## Diretoria

### Diretoria (2023)
- Presidente: Rodrigo Bruschi Scanavachi (Banco do Brasil)

- Vice-Presidente: Paulo Sérgio Cavalheiro (Banco Safra)

- Diretores Institucionais: Déborah D’Avila Pereira Campani Santana (Bradesco); Enrique José Zaragoza Duena (Banco Industrial do Brasil); Gerferson Rui Renker (Bradesco); José Amarildo Casagrande (Banestes)

- Conselho Fiscal: Oswaldo de Assis Filho (BTG Pactual); Pedro Aurélio Barata de Miranda Lins (Banco Guanabara); Wellington de Amorim Fernandes Junior (Itaú)

- Conselho Consultivo: Airton Soares Calçada (Ex-Presidente da Aberj); Diniz Ferreira Baptista (Ex-Vice Presidente da Aberj); Istvan Karoly Kaznar (Fundação Getúlio Vargas)[131]

### Diretoria (2022)
- Presidente: Carlos Alberto Vieira (Banco Safra)

- Vice-Presidente: Diniz Ferreira Baptista (Banco Modal)

- Diretores: Álvaro Bandeira (Banco Modal); Ana Paula Moraes Venâncio Amaral (Banco Modal); Déborah D’Avila Pereira Campani Santana (Bradesco); Enrique José Zaragoza Duena (Banco Industrial do Brasil)

- Conselho Fiscal: Alexandre Knust Coelho (Itaú); Oswaldo de Assis Filho (BTG Pactual); Pedro Aurélio Barata de Miranda Lins (Banco Guanabara)

- Conselho Consultivo: Alberto Maurício Caló (Presidente do Conselho); Airton Soares Calçada (Ex-Presidente da Aberj)

### Primeira Diretoria (1922)
- Presidente: Alberto Teixeira Boavista (Banco Francês e Italiano)

- Vice-Presidente: Frank Dodd

- Secretário: Jayme Carneiro Leão de Vasconcellos (Banco Rio de Janeiro)

- Tesoureiro: J. Urrutigaray

### Presidentes
| Nº | Nome | Imagem | Início do mandato | Fim do mandato |
| -- | --- | ------ | ----------------- | -------------- |
| 1  | Alberto Teixeira Boavista |        | 1922              | 1930           |
| 2  | Prosper Jean Paternot |        | 1931              | 1931           |
| 3  | José Joaquim Monteiro de Andrade |        | 1932              | 1932           |
| 4  | Gudesteu de Sá Pires |        | 1933              | 1934           |
| 5  | José Mendes de Oliveira Castro |        | 1935              | 1937           |
| 6  | Francisco Alves dos Santos Filho |        | 1938              | 1938           |
| 7  | Afonso Pena Júnior |        | 1939              | 1940           |
| 8  | Gudesteu Sá Pires |        | 1941              | 1943           |
| 9  | João Leão de Faria |        | 1944              | 1945           |
| 10 | Oscar Guimarães Sant’Anna |        | 1946              | 1947           |
| 11 | Alberto de Faria Filho |        | 1947              | 1956           |
| 12 | Ademar Leite Ribeiro |        | 1957              | 1960           |
| 13 | Layr Bocayuva Bessa |        | 1960              | 1968           |
| 14 | Nelson Parente Ribeiro |        | 1968              | 1973           |
| 15 | Arlindo Valentim dos Santos Filho |        | 1976              | 1979           |
| 16 | Theóphilo de Azeredo Santos |        | 1979              | 1996           |
| 17 | Airton Soares Calçada |        | 1996              | 1997           |
| 18 | Walber José Chavantes |        | 1998              | 2003           |
| 19 | Tácito Naves Sanglard |        | 2003              | 2004           |
| 20 | Carlos Alberto Vieira |        | 2004              | 2007           |
| 21 | Sérgio Murray Gonçalves |        | 2007              | 2009           |
| 22 | Carlos Alberto Vieira |        | 2009              | 2023           |
| 23 | Rodrigo Bruschi Scanavachi (Banco do Brasil S/A) Possui 18 anos de experiência no Banco do Brasil, atuando em cargos executivos do Conglomerado desde 2016. Durante seu mandato à frente da Aberj, desempenhou o cargo de Superintendente Nacional de Operações do Banco do Brasil. Formado em Jornalismo e Administração, Pós-graduado em Desenvolvimento Sustentável e Gestão de Políticas Públicas. Especialista em Digital Business pela USP e com formação para Conselheiros de Administração pelo IBGC. |        | 2023              | 2025           |
| 24 | Leonardo Duarte (Banco Guanabara S/A) Atual Diretor de Operações Estruturadas do Banco Guanabara S/A, acumula mais duas décadas de experiência no setor financeiro, com trajetória em operações estruturadas, corporate banking, mercado de capitais e consultoria financeira.Economista formado pela Universidade Federal Fluminense (UFF), com MBA em Finanças pelo IBMEC. |        | 2025              | Presente       |

## Bancos Associados
| Anos | Nomes | Total     |
| ---- | --- | --------- |
| 2022 | Banco do Brasil (desde 1923) Banco Guanabara (desde 1990) Banco Industrial do Brasil (desde 2009) Banco Modal (desde 1998) Banco Safra (desde 1960) Banestes (desde 1966) Bradesco (desde 1922) BTG Pactual (desde 2004) Itaú (desde 1941) | 9 bancos  |
| 1922 | Banco Alemão Transatlântico Banco Aliança Brasilianische Bank für Deutschland British Bank of South America Canadian Bank of Commerce Crédit Foncier du Brésil et de l’Amérique du Sud Crédito Popular Deutsch-Südamerikanische Bank Banco Escandinavo Brasileiro Banco de Hespanha e Brasil Banco Español del Río de la Prata Banque Française et Italienne pour l’Amérique du Sud Banco Hollandez da América do Sul Banco Hipotecário do Brasil Banco Hipotecário e Agrícola do Estado de Minas Gerais Banco Ítalo-belga The London & Brazilian Bank, Ltd. The National City Bank of New York Banco Pelotense Banco Português do Brasil Banco da Província do Rio Grande do Sul Banco do Rio de Janeiro Royal Bank of Canada Yokohama Specie Bank | 24 bancos |